# Musikjahr 2020
Liste der Musikjahre

◄◄ | ◄ | 2016 | 2017 | 2018 | 2019 | Musikjahr 2020 | 2021 | 2022 | 2023 | 2024 | ►

Weitere Ereignisse · Country-Musik
Dieser Artikel behandelt das Musikjahr 2020.
Wie in anderen Bereichen auch sorgte die COVID-19-Pandemie für deutliche Einschränkungen im Kulturbetrieb. Über das Jahr 2020 fanden fast keine Konzerte mehr statt, die Sommerfestivals wurden vollständig abgesagt und viele Interpreten wichen auf Live-Streaming-Events aus. Siehe dazu auch Absagen und Einschränkungen von Veranstaltungen in Deutschland aufgrund der COVID-19-Pandemie.
Im Hinblick auf die Verkaufszahlen und die allgemeine Bekanntheit einzelner Künstler wurde die App TikTok wichtig, die Videos von maximal 60 Sekunden Länge erlaubt. Insbesondere zahlreiche Dance-Challenges machten einzelne Künstler durch die hohe Verbreitung ihrer Musik bekannt. Begünstigt wurde dies durch die zahlreichen Lockdowns. Ein Beispiel dafür ist Jawsh 685, dessen Savage Love (Laxed – Siren Beat) von Jason Derulo aufgegriffen wurde.
Auch die für die Musikindustrie wichtigen Preisverleihungen mussten durch Streaming-Shows ersetzt werden. Der Eurovision Song Contest 2020 fiel gleich ganz aus.

## Ereignisse

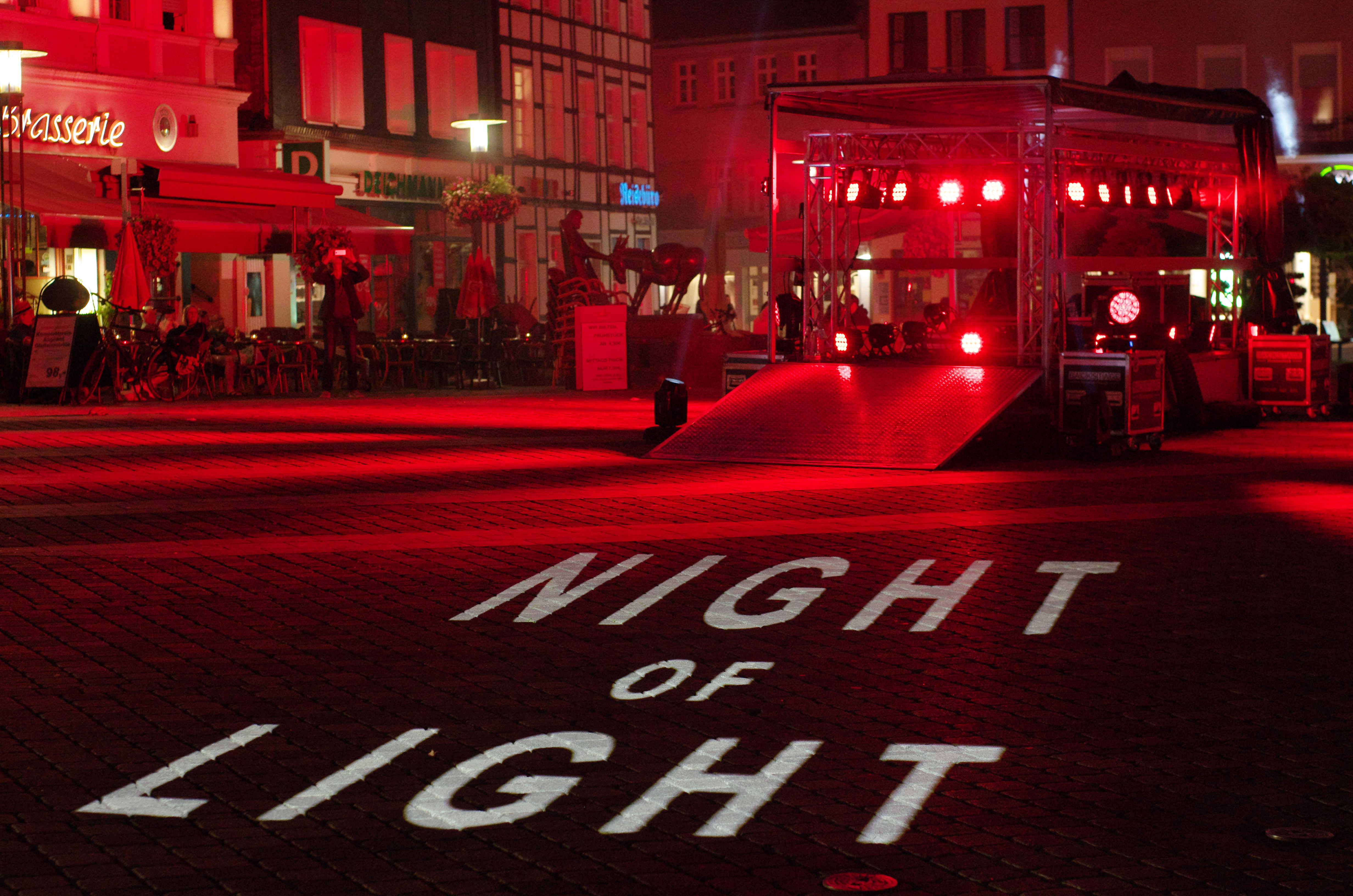
Night of Light in Unna

### Populäre Musik
- 18./19. April: Als weltweites TV- und Live-Streaming-Ereignis wird Together at Home durchgeführt. Zahlreiche Künstler wie Lady Gaga, The Rolling Stones, Paul McCartney, Billie Eilish und Taylor Swift beteiligen sich an dem von Global Citizen Benefiz-Stream für die Weltgesundheitsorganisation.
- 22. Juni: Die Protestaktion Night of Light wird als bundesweite Aktion der Veranstaltungsbranche vor dem Hintergrund der Covid-Einschränkungen durchgeführt.
- 26. Juni: Erstmals in seiner Karriere gelingt es Bob Dylan mit seinem 39. Studioalbum Rough and Rowdy Ways den 1. Platz der deutschen Albumcharts zu erreichen.[2]
- 23. Oktober: Die Band Die Ärzte eröffnet die Fernsehsendung Tagesthemen mit einem live eingespielten Intro, um auf die Lage der Veranstaltungsbranche hinzuweisen.[3]

### Klassische Musik und Musiktheater
- 01. Januar: Das 80. Neujahrskonzert der Wiener Philharmoniker wird zum ersten Mal von Andris Nelsons geleitet.[4]
- 30. Januar: Uraufführung des Musicals Dreamland von Chris Miller (Musik und Buch) und Nathan Tysen (Buch und Gesangstexte) in der Salina South High School in Salina.
- 01. Februar: Uraufführung der Oper Eurydice von Matthew Aucoin (Musik) mit einem Libretto von Sarah Ruhl an der Los Angeles Opera.
- 13. März: Das Musikwerk Convex für grosses Ensemble mit dreizehn Musikern von Ashkan Behzadi wird uraufgeführt.[5]
- 01. Mai: Uraufführung der Digitaloper Tag 47 von Gordon Safari (Musik), Konstantin Paul und Michael Hofer-Lenz (Libretto) an der Kammeroper Salzburg.
- 30. Oktober: Uraufführung der Oper Der eingebildete Kranke oder Die Kabale der Scheinheiligen von János Vajda (Musik) mit einem Libretto von Szabolcs Várady in den Eiffel Art Studios in Budapest.

## Musikcharts

### Deutschland
| Singles                                                   | Position | Alben                                                                 |
| --------------------------------------------------------- | -------- | --------------------------------------------------------------------- |
|                                                           |          |                                                                       |
| Blinding Lights The Weeknd                                | 1        | Power Up AC/DC                                                        |
| Dance Monkey Tones and I                                  | 2        | Böhse Onkelz                                                          |
| Roller Apache 207                                         | 3        | Herz Kraft Werke Sarah Connor                                         |
| Roses (Imanbek Remix) Saint Jhn                           | 4        | Hell Die Ärzte                                                        |
| Breaking Me Topic feat. A7S                               | 5        | Sing meinen Song – Das Tauschkonzert, Vol. 7 Verschiedene Interpreten |
| Emotions Ufo361                                           | 6        | Pop Fynn Kliemann                                                     |
| Savage Love (Laxed – Siren Beat) Jawsh 685 & Jason Derulo | 7        | S&M2 Metallica                                                        |
| Rockstar DaBaby feat. Roddy Ricch                         | 8        | Ich muss dir was sagen Kerstin Ott                                    |
| Ride It Regard                                            | 9        | Das Album Thomas Anders & Florian Silbereisen                         |
| Fame Apache 207                                           | 10       | Hollywood Bonez MC                                                    |

- AC/DC gelang nicht nur der Sieg in den Jahrescharts, auch legten sie mit fast 160.000 verkauften Einheiten die stärkste Startwoche des Jahres hin.
- Einen Negativ-Rekord stellte Fynn kliemann auf, der zweimal den größten Fall von Platz eins in der Chartgeschichte hinlegt: einmal von Nummer eins auf Platz 94 und nach einem Re-Entry sogar von Platz 1 bis ganz aus den Charts.
- In der Chartwoche vom 24. bis zum 30. Januar führen erstmals seit Sabrina Setlur und Tic Tac Toe mit der Single Kein Wort von Juju und Loredana sowie Katja Krasavice mit dem Album Boss Bitch weibliche Rapkünstler beide Chartspitzen an.
- Kein Wort ist außerdem mit 2,06 Millionen Streaming-Abrufen am Veröffentlichungstag der meist-gestreamte Song eines weiblichen Acts an einem Tag.
- All I Want for Christmas Is You ist sowohl zu Beginn des Jahres auf Platz 1 der Singlecharts als auch am Ende.

Die längsten Nummer-eins-Singles
Lieder, die die meiste Zeit während eines anderen Jahres auf Platz 1 der Charts verbrachten, werden hier nicht aufgeführt.
1. The Weeknd – Blinding Lights (10 Wochen)
2. Mariah Carey – All I Want for Christmas Is You; 24kGoldn feat. Iann Dior – Mood (jeweils 5 Wochen)
3. Bonez MC – Angeklagt; Apache 207 – Bläulich (jeweils 3 Wochen)

Die längsten Nummer-eins-Alben
Alben, die die meiste Zeit während eines anderen Jahres auf Platz 1 der Charts verbrachten, werden hier nicht aufgeführt.
1. AC/DC – Power Up (4 Wochen)
2. Fynn Kliemann – Pop (3 Wochen)

Alle weiteren Alben waren entweder eine oder zwei Wochen auf Platz 1 gelistet.
Alle Nummer-eins-Hits und die Hits des Jahres

### Österreich
| Singles                                                   | Position | Alben                                                  |
| --------------------------------------------------------- | -------- | ------------------------------------------------------ |
|                                                           |          |                                                        |
| Blinding Lights The Weeknd                                | 1        | Power Up AC/DC                                         |
| Roses Saint Jhn                                           | 2        | A Volks-Rock‘n’Roll Christmas Andreas Gabalier         |
| Dance Monkey Tones and I                                  | 3        | Zenit RAF Camora                                       |
| Savage Love (Laxed – Siren Beat) Jawsh 685 & Jason Derulo | 4        | When We All Fall Asleep, Where Do We Go? Billie Eilish |
| Breaking Me Topic feat. A7S                               | 5        | Letter to You Bruce Springsteen                        |
| Roller Apache 207                                         | 6        | LederHosenRock Melissa Naschenweng                     |
| Mood 24kGoldn feat. Iann Dior                             | 7        | It’s Christmas! Jonas Kaufmann                         |
| Hollywood LA Vision & Gigi D’Agostino                     | 8        | Hollywood Bonez MC                                     |
| Rockstar DaBaby feat. Roddy Ricch                         | 9        | Wer nicht fühlen will, muss hören Pizzera & Jaus       |
| Never Let Me Down Vize & Tom Gregory                      | 10       | Frozen II (Soundtrack)                                 |

Die längsten Nummer-eins-Singles
Lieder, die die meiste Zeit während eines anderen Jahres auf Platz 1 der Charts verbrachten, werden hier nicht aufgeführt.
1. 24kGoldn feat. Iann Dior – Mood (11 Wochen)
2. The Weeknd – Blinding Lights (8 Wochen)
3. Jawsh 685 & Jason Derulo – Savage Love (Laxed – Siren Beat) (7 Wochen)

Die längsten Nummer-eins-Alben
Alben, die die meiste Zeit während eines anderen Jahres auf Platz 1 der Charts verbrachten, werden hier nicht aufgeführt.
1. Andreas Gabalier – A Volks-Rock‘n’Roll Christmas (4 Wochen)

Alle weiteren Alben waren entweder eine oder zwei Wochen auf Platz 1 gelistet.
Alle Nummer-eins-Hits und die Hits des Jahres

### Schweiz
| Singles                                                       | Position | Alben                                                                          |
| ------------------------------------------------------------- | -------- | ------------------------------------------------------------------------------ |
|                                                               |          |                                                                                |
| Blinding Lights The Weeknd                                    | 1        | Power Up AC/DC                                                                 |
| Dance Monkey Tones and I                                      | 2        | Sing meinen Song – Das Schweizer Tauschkonzert (Verschiedene Interpreten)      |
| Roses (Imanbek Remix) Saint Jhn                               | 3        | When We All Fall Asleep, Where Do We Go? Billie Eilish                         |
| Breaking Me Topic feat. A7S                                   | 4        | Letter to You Bruce Springsteen                                                |
| Savage Love (Laxed – Siren Beat) Jawsh 685 & Jason Derulo     | 5        | Steve Lee – The Eyes of a Tiger – In Memory of Our Unforgotten Friend Gotthard |
| Rockstar DaBaby feat. Roddy Ricch                             | 6        | 9 Schwiizergoofe                                                               |
| Jerusalema (Remix) Master KG feat. Burna Boy & Nomcebo Zikode | 7        | Map of the Soul: 7 BTS                                                         |
| Ride It Regard                                                | 8        | #13 Gotthard                                                                   |
| In Your Eyes Robin Schulz feat. Alida                         | 9        | Rough and Rowdy Ways Bob Dylan                                                 |
| Someone You Loved Lewis Capaldi                               | 10       | Shoot for the Stars, Aim for the Moon Pop Smoke                                |

Die längsten Nummer-eins-Singles
Lieder, die die meiste Zeit während eines anderen Jahres auf Platz 1 der Charts verbrachten, werden hier nicht aufgeführt.
1. The Weeknd – Blinding Lights; Master KG feat. Burna Boy & Nomcebo Zikode – Jerusalema (Remix) (jeweils 13 Wochen)
2. Jawsh 685 & Jason Derulo – Savage Love (Laxed – Siren Beat) (8 Wochen)
3. DaBaby feat. Roddy Ricch – Rockstar (7 Wochen)

Die längsten Nummer-eins-Alben
Alben, die die meiste Zeit während eines anderen Jahres auf Platz 1 der Charts verbrachten, werden hier nicht aufgeführt.
1. AC/DC – Power Up (6 Wochen)
2. Bruce Springsteen – Letter to You; Verschiedene Interpreten – Sing meinen Song – Das Schweizer Tauschkonzert (jeweils 3 Wochen)

Alle weiteren Alben waren entweder eine oder zwei Wochen auf Platz 1 gelistet.
Alle Nummer-eins-Hits und die Hits des Jahres

### Vereinigtes Königreich
| Singles                               | Position | Alben                                                  |
| ------------------------------------- | -------- | ------------------------------------------------------ |
|                                       |          |                                                        |
| Blinding Lights The Weeknd            | 1        | Divinely Uninspired to a Hellish Extent Lewis Capaldi  |
| Dance Monkey Tones and I              | 2        | Fine Line Harry Styles                                 |
| Roses Saint Jhn                       | 3        | Future Nostalgia Dua Lipa                              |
| Before You Go Lewis Capaldi           | 4        | When We All Fall Asleep, Where Do We Go? Billie Eilish |
| Head & Heart Joel Corry feat. MNEK    | 5        | Heavy Is the Head Stormzy                              |
| Don’t Start Now Dua Lipa              | 6        | Shoot for the Stars, Aim for the Moon Pop Smoke        |
| Rockstar DaBaby feat. Roddy Ricch     | 7        | No. 6 Collaborations Project Ed Sheeran                |
| Someone You Loved Lewis Capaldi       | 8        | Greatest Hits Queen                                    |
| Own It Stormzy, Ed Sheeran, Burna Boy | 9        | Diamonds Elton John                                    |
| Watermelon Sugar Harry Styles         | 10       | 50 Years – Don’t Stop Fleetwood Mac                    |

- Das Debütalbum des schottischen Songwriters erschien bereits 2019, dominierte aber die britischen Albencharts 2020 und verkaufte sich in diesem Jahr 456.000 mal. Insgesamt blieb es 77 Wochen in den Top-10 und stellte damit einen neuen Rekord auf.[6]
- Pop Smokes Album Shoot for the Stars, Aim for the Moon war das erfolgreichste Debütalbum des Jahres und das erste posthume Debütalbum auf Platz 1 der britischen Charts.[6]

Die längsten Nummer-eins-Singles
Lieder, die die meiste Zeit während eines anderen Jahres auf Platz 1 der Charts verbrachten, werden hier nicht aufgeführt.
1. The Weeknd – Blinding Lights (8 Wochen)
2. DaBaby feat. Roddy Ricch – Rockstar; Joel Corry feat. MNEK – Head & Heart; Ariana Grande – Positions (jeweils 6 Wochen)
3. 24kGoldn feat. Iann Dior – Mood (4 Wochen)

Die längsten Nummer-eins-Alben
Alben, die die meiste Zeit während eines anderen Jahres auf Platz 1 der Charts verbrachten, werden hier nicht aufgeführt.
1. Lewis Capaldi – Divinely Uninspired to a Hellish Extent; Dua Lipa – Future Nostalgia (jeweils 4 Wochen)
2. Taylor Swift – Folklore (3 Wochen)

Alle weiteren Alben waren entweder eine oder zwei Wochen auf Platz 1 gelistet.
Alle Nummer-eins-Hits und die Hits des Jahres

### Vereinigte Staaten
| Singles                            | Position | Alben                                             |
| ---------------------------------- | -------- | ------------------------------------------------- |
|                                    |          |                                                   |
| Blinding Lights The Weeknd         | 1        | Hollywood’s Bleeding Post Malone                  |
| Circles Post Malone                | 2        | My Turn Lil Baby                                  |
| The Box Roddy Ricch                | 3        | Please Excuse Me for Being Antisocial Roddy Ricch |
| Don’t Start Now Dua Lipa           | 4        | Fine Line Harry Styles                            |
| Rock Star DaBaby feat. Roddy Ricch | 5        | Folklore Taylor Swift                             |
| Adore You Harry Styles             | 6        | Eternal Atake Lil Uzi Vert                        |
| Life Is Good Future feat. Drake    | 7        | Shoot for the Stars, Aim for the Moon Pop Smoke   |
| Memories Maroon 5                  | 8        | After Hours The Weeknd                            |
| The Bones Maren Morris             | 9        | Legends Never Die Juice WRLD                      |
| Someone You Loved Lewis Capaldi    | 10       | What You See Is What You Get Luke Combs           |

- Taylor Swift gelang es, in einem Jahr zweimal in derselben Woche mit einem Album und einer Single auf Platz 1 der US-amerikanischen Charts zu debütieren. Sie ist außerdem der erste weibliche Künstler, der mit acht Alben direkt auf Platz 1 einsteigen konnte

Die längsten Nummer-eins-Singles
Lieder, die die meiste Zeit während eines anderen Jahres auf Platz 1 der Charts verbrachten, werden hier nicht aufgeführt.
1. Roddy Ricch – The Box (11 Wochen)
2. DaBaby feat. Roddy Ricch – Rockstar (7 Wochen)
3. 24kGoldn feat. Iann Dior – Mood (6 Wochen)

Die längsten Nummer-eins-Alben
Alben, die die meiste Zeit während eines anderen Jahres auf Platz 1 der Charts verbrachten, werden hier nicht aufgeführt.
1. Taylor Swift – Folklore (8 Wochen)
2. Lil Baby – My Turn (5 Wochen)
3. The Weeknd – After Hours (4 Wochen)

Alle Nummer-eins-Hits und die Hits des Jahres

### Charts in weiteren Ländern
Siehe auch: Nummer-eins-Hits 2020 in  Australien, Belgien, Brasilien, Bulgarien, Dänemark, Deutschland, Finnland, Frankreich, Griechenland, Irland, Italien, Japan, Kanada, Kolumbien, Kroatien, Malaysia, Mexiko, Neuseeland, den Niederlanden, Norwegen, Österreich, Polen, Portugal, Schweden, der Schweiz, Singapur, Slowakei, Spanien, Südkorea, Tschechien, Ungarn, den Vereinigten Staaten und im Vereinigten Königreich.

## Musikpreise und Ehrungen

### Amadeus Austrian Music Award
- Song des Jahres: Herr Inspektor von Seiler und Speer
- Album des Jahres: ´S klane Glücksspiel von Voodoo Jürgens
- Live Act des Jahres: Bilderbuch (Band)
- FM4 Award: Anger

Vollständige Liste der Preisträger

### BRIT Awards
- Künstler des Jahres: Tyler, the Creator
- Künstlerin des Jahres: Billie Eilish
- Britischer Künstler des Jahres: Stormzy
- Britische Künstlerin des Jahres: Mabel
- Britischer Newcomer: Lewis Capaldi
- Britische Gruppe: Foals

Liste der Preisträger

### Grammy Awards
- Single des Jahres: Bad Guy von Billie Eilish
- Album des Jahres: When We All Fall Asleep, Where Do We Go? von Billie Eilish
- Song des Jahres: Bad Guy von Billie Eilish
- Bester neuer Künstler: Billie Eilish

Vollständige Liste der Preisträger

### MTV Europe Music Awards
- Bester Pop-Act: Little Mix
- Bester Rock-Act: Coldplay
- Bester Alternative-Act: Hayley Williams
- Bester Electronic-Act: David Guetta
- Bester Hip-Hop-Act: Cardi B
- Bester Künstler: Lady Gaga
- Bester Newcomer: Doja Cat
- Bester Song: BTS – Dynamite
- Bestes Video: DJ Khaled featuring Drake: Popstar starring Justin Bieber

Vollständige Liste der Preisträger

### MTV Video Music Awards
- Video of the Year: The Weeknd – Blinding Lights
- Artist of the Year: Lady Gaga
- Push Best New Artist: Doja Cat
- Best Pop Video: BTS – On
- Best Rock Video: Coldplay – Orphans
- Best Hip-Hop Video: Megan Thee Stallion – Savage

Vollständige Liste der Preisträger

### Preis der deutschen Schallplattenkritik
- Offenbach: Maître Péronilla / Markus Poschner (Note 1)[8]
- Dina Ugorskaja: Franz Schubert: Klaviersonate B-dur D 960, 3 Klavierstücke D 946, Moments musicaux D 780. (harmonia mundi)
- Olivia Vermeulen & Jan Philip Schulze: Dirty Minds (Bertus)
- Les Espaces Électroacoustiques II. Masterpieces of electroacustic music – presented in 5.1 surround and stereo. (Naxos)
- Carla Bley, Andy Sheppard, Steve Swallow: Life Goes On (ECM Records)
- Aretha Franklin: Amazing Grace. DVD (Sony)
- Bob Dylan: Rough and Rowdy Ways (Sony)
- The Jayhawks: XOXO (Membran)
- The Düsseldorf Düsterboys: Nenn mich Musik (Bertus)
- Rufus Beck: Die Bibel (Deutsche Bibelgesellschaft/Der Audio verlag)

### Rock-and-Roll-Hall-of-Fame-Aufnahmen
- Depeche Mode
- The Doobie Brothers
- Nine Inch Nails
- The Notorious B.I.G.
- T. Rex
- Whitney Houston

### Weitere Musikpreise
- Billboard Music Awards: Post Malone
- Golden Globe – Beste Filmmusik: Hildur Guðnadóttir – Joker / Bester Filmsong: (I’m Gonna) Love Me Again aus Rocketman – Musik: Elton John, Text: Bernie Taupin
- Oscarverleihung – Beste Filmmusik: Hildur Guðnadóttir – Joker / Bester Filmsong: (I’m Gonna) Love Me Again aus Rocketman – Musik: Elton John, Text: Bernie Taupin
- Polar Music Prize: Diane Warren und Anna Netrebko
- Protestsongcontest: Dynomite – 1992

### Musikwettbewerbe und Castingshows
Eurovision Song Contest
- Auf Grund der Covid-19-Pandemie entfiel der Eurovision Song Contest 2020. Stattdessen wurde die Sendung Eurovision: Europe Shine a Light ausgestrahlt.

- Free European Song Contest:  Nico Santos mit Like I Love You
- Sanremo-Festival 2020: Diodato mit dem Lied Fai rumore

Castingshows
- Deutschland sucht den Superstar: Ramon Roselly (Staffel 17)
- The Voice of Germany: Paula Dalla Corte (Staffel 10)
- The Voice Kids: Lisa-Marie Ramm (Staffel 8)

## Jahresbestenlisten

### Eclipsed
| Alben |
| --- |
| 1. Fish – Weltschmerz 2. Crippled Black Phoenix – Ellengæst 3. Bruce Springsteen – Letter to You 4. Green Carnation – Leaves of Yesteryear 5. Wobbler – Dwellers of the Deep 6. Motorpsycho – The All Is One 7. Pain of Salvation – Panther 8. The Flaming Lips – American Head 9. Fates Warning – Long Day Good Night 10. Airbag – A Day at the Beach |

### Laut.de
| Songs | Alben |
| --- | --- |
| 1. RMR – Rascal 2. Phoebe Bridgers – I Know the End 3. Billie Eilish – No Time to Die 4. Sleaford Mods feat, Billy Nomates – Mork n Mindy 5. Baxter Dury – I’m Not Your Dog 6. Noga Erez – Views 7. Deftones – Genesis 8. Mac Miller – Good News 9. Sofia Portanet – Waage 10. Die P – Angesagt | 1. Phoebe Bridgers – Punisher 2. Fiona Apple – Fetch the Bold Cutters 3. Idles – Ultra Mono 4. Run the Jewels – RTJ 4 5. Baxter Dury – The Night Chancers 6. Mac Miller – Circles 7. Freddie Gibbs & Alchemist – Alfredo 8. Deftones – Ohms 9. The Screenshots – 2 Millionen Umsatz mit einer einfachen Idee 10. Muzz – Muzz |

### Metal Hammer
| Alben |
| --- |
| 1. Paradise Lost – Obsidian 2. Heaven Shall Burn – Of Truth & Sacrifice 3. Marilyn Manson – We Are Chaos 4. My Dying Bride – The Ghost of Orion 5. Sólstafir – Endless Twilight of Codependent Love 6. Nightwish – Human. :II: Nature. 7. Benediction – Scriptures 8. Enslaved – Utgard 9. Testament – Titans of Creation 10. Katatonia – City Burials |

### Musikexpress
| Songs | Alben |
| --- | --- |
| 1. Porridge Radio – Born Confused 2. The 1975 – The Birthday Party 3. Haim – Steps 4. Cardi B feat. Megan Thee Stallion – WAP 5. Run the Jewels – Walking in the Snow 6. Idles – Ground 7. Rosalía – Juro Que 8. Hinds – Riding Solo 9. Bartees Strange – Mustang 10. Fiona Apple – Heavy Ballon | 1. Sault – Untitled Black (Rise) 2. Haim – Women in Music, Pt. III 3. Phoebe Bridgers – Punisher 4. Sault – Untitled (Rise) 5. Run the Jewels – RTJ 4 6. Fiona Apple – Fetch the Bold Cutters 7. Moses Sumney – Græ 8. Perfume Genius – Set My Heart on Fire Immediately 9. Taylor Swift – Folklore 10. Sufjan Stevens – The Ascension |

### Rolling Stone
| Alben |
| --- |
| 1. Bob Dylan – Rough and Rowdy Ways 2. Fiona Apple – Fetch the Bold Cutters 3. Phoebe Bridgers – Punisher 4. Laura Marling – Song for Our Daughter 5. Taylor Swift – Folklore 6. Bill Callahan – Gold Record 7. Haim – Women in Music, Pt. III 8. Run the Jewels – RTJ 4 9. Sault – Untitled (Rise) 10. Adrianne Lenker – Songs |

### Süddeutsche Zeitung
| Songs des Jahres |
| --- |
| - Bon Iver – AUATC - Haiyti – La La Land - Cardi B feat. Megan Thee Stallion – WAP - Anderson Paak feat. Rick Ross – Cut em In - Glass Animals – Heat Waves - Run the Jewels – Ooh La La - Brent Faiyaz – Fuck the World (Summer in London) - Princess Nokia – Gemini - Bob Dylan – False Prophet - Dua Lipa feat. Madonna & Missy Elliott – Levitating (Remix) |

### Visions
| Alben |
| --- |
| 1. Fontaines D. C. – A Hero’s Death 2. Kvelertak – Splid 3. Phoebe Bridgers – Punisher 4. Idles – Ultra Mono 5. War on Women – Wonderful Hell 6. All Them Witches – Nothing as the Ideal 7. Run the Jewels – RTJ 4 8. Turbostaat – Uthlande 9. Fiona Apple – Fetch the Bold Cutters 10. Algiers – There Is No Year |

## Erstveranstaltungen
- Beethoven Frühling – internationales Klassik-Festival in Niederösterreich

## Gründungen und Auflösungen

### Gründungen
- A Dead Cold Lament – chilenische Atmospheric- und Funeral-Doom-Band
- Antrisch – deutsche Black-Metal-Band
- Callider – in Nürnberg gegründetes Melodic-Death-Metal-Projekt
- Cemetery Skyline – finnisch-schwedische Gothic-Rock-/Dark-Rock-Band
- Crucchi Gang – Bandprojekt des deutschen Sängers Francesco Wilking
- Die Verlierer – deutsche Punk-Band aus Berlin
- Drippin – südkoreanische Boygroup
- English Teacher – englische Indie-Rock-Band aus Leeds
- Exitium Sui – Depressive-Black-Metal-, Death-Doom- und Funeral-Doom-Band
- Fairy Guitar Quartet – in Süditalien gegründetes internationales Gitarren-Quartett
- Glass Beams – australische Band aus Melbourne
- Hassan & Roshaan – pakistanische Indie-Pop-Band aus Lahore
- Hiraes – deutsche Melodic-Death-Metal-Band aus Osnabrück
- Kammeroper Salzburg – österreichisches Kammerensemble aus Salzburg
- Katarsis – litauische Alternative-Rockband aus Vilnius
- Make Them Die Slowly – britische Black-Metal-Band
- Moggs Motel – britische Hard-Rock-Band
- Nova Orchester Wien – österreichisches Symphonieorchester
- Paradox Live – japanisches Musikprojekt von Avex und GCREST
- Plaagdrager – niederländische Black-Metal-Band
- Schatten Muse – Dark-Wave-Band
- Seitinger&Maierhofer – österreichisches Liedermacher-Duo
- Sonic Interventions – deutsche Weltmusik- und Fusionband aus Berlin
- Symphony of Sweden – schwedische Pop-Rock/-Metal-Band
- Trhä – US-amerikanische Black-Metal-Band
- Two Words in Japanese – Electronica-Musikprojekt von Nico Steckelberg
- Wallners – österreichische Geschwisterband
- Wooah – südkoreanische Girlgroup

### Auflösungen
- CFO$ – US-amerikanisches Produktions- und Songwriting-Duo
- HörBänd – deutsche A-Cappella Formation aus Hannover

## Neuveröffentlichungen (Auswahl)

### Lieder und Kompositionen
| Lied                     | Text | Musik | Erstinterpret             | Label                          | Veröffentlichung  | Genre                           | Album                       | Weitere Informationen                               |
| ------------------------ | --- | --- | ------------------------- | ------------------------------ | ----------------- | ------------------------------- | --------------------------- | --------------------------------------------------- |
| 90-60-111                | Shirin David, Bozza | Shirin David, Bozza | Shirin David              | Juicy Money Records            | 24. April 2020    | Hip-Hop, Rap                    |                             |                                                     |
| Daisies                  | Jonathan Bellion, Jacob Kasher Hindlin, Jordan K. Johnson, Stefan Johnson, Katy Perry, Michael Pollack                     | Jonathan Bellion, Jacob Kasher Hindlin, Jordan K. Johnson, Stefan Johnson, Katy Perry, Michael Pollack                     | Katy Perry                | Capitol Records                | 15. Mai 2020      | Elektropop, Pop                 | Smile                       |                                                     |
| Fame                     | Jennifer Allendörfer, Luis Cruz, Volkan Yaman                                                                              | Jennifer Allendörfer, Luis Cruz, Volkan Yaman                                                                              | Apache 207                | TwoSides                       | 31. Juli 2020     | Deutscher Hip-Hop               | Treppenhaus                 |                                                     |
| Ferrari Horses           | Ricky Banton, Obi Ebele, Uche Ebele, Rachel Keen, Jahmori Simmons, Adam Williams                                           | Ricky Banton, Obi Ebele, Uche Ebele, Rachel Keen, Jahmori Simmons, Adam Williams                                           | D-Block Europe feat. Raye | Selbstverlag                   | 9. Oktober 2020   | Britischer Hip-Hop              | The Blueprint – Us vs. Them |                                                     |
| Kein Wort                | Judith Wessendorf, Loridana Zefi                                                                                           | Joshua Allery, Laurin Auth, Christoph Bauss, Tim Friedrich, Jan Krouzilek, Philipp Rodrian, Luca Starz                     | Juju & Loredana           |                                | 16. Januar 2020   | Deutscher Hip-Hop               |                             |                                                     |
| Namenlose                | Dominik Plangger, Claudia Fenzl                                                                                            | Martin Hoffman | Dominik Plangger          | Showtime Artist Management SRL | 2020              | Protestlied                     | Ansichtshalber              | Übersetzung von Deportee (Plane Wreck at Los Gatos) |
| Not the End of the World | Andrew Goldstein, Hindlin, Jacob Kasher, Madison Love, Katy Perry, Michael Pollack                                         | Andrew Goldstein, Hindlin, Jacob Kasher, Madison Love, Katy Perry, Michael Pollack                                         | Katy Perry                | Capitol Records                | 28. August 2020   | Synthiepop, Trap-Pop            | Smile                       |                                                     |
| Savage                   | Megan Pete, Anthony Germaine White, Bobby Session Jr.                                                                      | Megan Pete, Anthony Germaine White, Bobby Session Jr.                                                                      | Megan Thee Stallion       | 1501 Certified, 300            | 7. April 2020     | Hip-Hop                         | Suga                        |                                                     |
| Shotz Fired              | John Lorenz Moser, David Kraft, Tim Wilke                                                                                  | John Lorenz Moser, David Kraft, Tim Wilke                                                                                  | Bonez MC                  |                                | 10. April 2020    | Hip-Hop, Gangsta-Rap, Dancehall |                             |                                                     |
| Smile                    | Josh Abraham, Ferras Alqaisi, Vincent Brown, Anthony Criss, Kier Gist, Oliver Goldstein, Benny Golson, Katy Perry, Starrah | Josh Abraham, Ferras Alqaisi, Vincent Brown, Anthony Criss, Kier Gist, Oliver Goldstein, Benny Golson, Katy Perry, Starrah | Katy Perry                | Capitol Records                | 10. Juli 2020     | Nu-disco                        | Smile                       |                                                     |
| Till the End             | Till Lindemann | Till Lindemann | Na Chui (Till Lindemann)  | Kontor New Media               | 14. Februar 2020  | Neue Deutsche Härte, EBM        |                             |                                                     |
| Watermelon Sugar         | Harry Styles, Mitch Rowland, Tyler Johnson, Thomas Hull                                                                    | Harry Styles, Mitch Rowland, Tyler Johnson, Thomas Hull                                                                    | Harry Styles              | Columbia Records               | 18. Mai 2020      | Rock, Funkpop, Indie-Pop        |                             |                                                     |
| Zuhause (Christmas Time) | Jules Kalmbacher, Jens Schneider                                                                                           | Jules Kalmbacher, Jens Schneider                                                                                           | Vanessa Mai               |                                | 12. November 2020 | Popschlager                     |                             |                                                     |

### Alben
| Album                                         | Interpret                                                       | Label                                          | Veröffentlichung   | Genre                                         | Weitere Informationen                                            |
| --------------------------------------------- | --------------------------------------------------------------- | ---------------------------------------------- | ------------------ | --------------------------------------------- | ---------------------------------------------------------------- |
| 3 for the Road                                | Jay Clayton, Fritz Pauer und Ed Neumeister                      | MeisteroMusic                                  | 2020               | Jazz                                          |                                                                  |
| 10 Jahre Abfuck                               | Zugezogen Maskulin                                              | Four Music                                     | 7. August 2020     | Deutscher Hip-Hop                             |                                                                  |
| 55                                            | Ina Müller                                                      | Columbia Records/Sony Music Entertainment      | 20. November 2020  | Chanson                                       |                                                                  |
| All the Difference                            | Alberto Pinton Trio                                             | Clear Now Records                              | 2020               | Jazz                                          |                                                                  |
| Alone Together                                | Jay Clayton und Jerry Granelli                                  | Sunnyside Records                              | Januar 2020        | Jazz                                          |                                                                  |
| Amalgam                                       | Ivo Perelman und Matthew Shipp                                  | Mahakala Music                                 | 2020               | Jazz                                          |                                                                  |
| An Ayler Xmas Vol. 4: Chicago Vs. N.Y.C.      | Mars Williams                                                   | Soul What Records, Astral Spirits              | 2020               | Jazz                                          |                                                                  |
| Apura!                                        | Karl Evangelistas Quartett Apura                                | Astral Spirits                                 | 2020               | Jazz                                          |                                                                  |
| Artlessly Falling                             | Mary Halvorson’s Code Girl                                      | Firehouse 12 Records                           | 2020               | Jazz                                          |                                                                  |
| Atlantic Extraction: Live at Threes           | Nick Dunston                                                    | Out of Your Head Records                       | 2020               | Jazz                                          |                                                                  |
| Beaming                                       | Tony Oxley                                                      | Confront Recordings                            | 2020               | Neue Improvisationsmusik                      |                                                                  |
| Cosmicomics                                   | Lisa Mezzacappa Six                                             | Queen Bee Records                              | 2. Februar 2020    | Jazz                                          |                                                                  |
| Das Haus an der Ampel                         | Reinhard Mey                                                    | Universal Music GmbH                           | 8. Mai 2020        | Liedermacher                                  | 2 CDs: einmal mit Gitarrenbegleitung, einmal mit Ensemble        |
| Deep Resonance                                | Ivo Perelman & Arcado String Trio                               | Fundacja Słuchaj                               | 15. August 2020    | Jazz                                          |                                                                  |
| Descension                                    | Patrick Shiroishi                                               | Thin Wrist Recordings                          | 2020               | Jazz                                          |                                                                  |
| Diamonds in the Rough                         | Avenged Sevenfold                                               | Warner Bros                                    | 7. Februar 2020    | Heavy Metal                                   | Kompilation                                                      |
| Dream Quest Ends                              | Smoulder                                                        | Cruz del Sur Music                             | 2020               | Epic Doom, Power Metal, Heavy Metal           | EP                                                               |
| Dust of Light / Ears Drawing Sounds           | Ivo Perelman und Pascal Marzan                                  | Setola di Maiale                               | 2020               | Jazz                                          |                                                                  |
| Genesis XIX                                   | Sodom                                                           | Steamhammer/SPV                                | 27. November 2020  | Thrash Metal                                  |                                                                  |
| Goes without Saying, but It’s Got to Be Said  | Luís Vicente, John Dikeman, William Parker und Hamid Drake      | JACC Records                                   | 2020               | Jazz                                          |                                                                  |
| Hokus Bonus                                   | Volbeat                                                         | Republic Records                               | 27. November 2020  | Metal                                         | Kompilation                                                      |
| Invisible Ritual                              | Jennifer Curtis & Tyshawn Sorey                                 | Label des International Contemporary Ensembles | 24. Januar 2020    | Jazz, Neue Improvisationsmusik                |                                                                  |
| Jeder Augenblick ist ewig                     | Konstantin Wecker                                               | Sturm und Klang                                | 2020               | Liedermacher, Lyrik                           | mit Gedichten, vorgetragen von Dörte Lyssewski und Michael Dangl |
| June Holiday                                  | Charles Rumback, Jim Baker und John Tate                        | Astral Spirits                                 | 10. April 2020     | Jazz                                          |                                                                  |
| Kaseta De Ouf                                 | Figub Brazlevič                                                 | Krekpek Records, Vinyl Digital                 | 3. Januar 2020     | Instrumental Hip-Hop                          |                                                                  |
| Letter to You                                 | Bruce Springsteen                                               | Columbia Records                               | 23. Oktober 2020   | Rock                                          |                                                                  |
| Live in Athens 1987                           | Peter Gabriel                                                   | Real World Records, Caroline International     | 16. Oktober 2020   | Artrock, Progressive Rock, Pop, Worldbeat     |                                                                  |
| Magic Realism                                 | Reza Askari                                                     | QFTF                                           | 2020               | Jazz                                          |                                                                  |
| Montreal                                      | Jacob Sacks                                                     | Puremagnetik                                   | 2020               | Jazz                                          |                                                                  |
| Mosaik Live – Die Arena Tour                  | Andrea Berg                                                     | Berg Records                                   | 8. Mai 2020        | Schlager                                      |                                                                  |
| Mr. Vibes: Quartet & Octet Sessions 1958–1960 | Michel Hausser                                                  | Fresh Sound Records                            | 2020               | Jazz                                          |                                                                  |
| Open Ends                                     | Rope                                                            | Trouble in the East Records                    | 2020               | Jazz                                          |                                                                  |
| Ordinary Man                                  | Ozzy Osbourne                                                   | Epic Records                                   | 21. Februar 2020   | Hard Rock, Rock, Heavy Metal                  |                                                                  |
| Paranoid!?                                    | Mike Singer                                                     | Warner Music                                   | 20. November 2020  | Pop                                           |                                                                  |
| Pedernal                                      | Susan Alcorn                                                    | Relative Pitch Records                         | 2020               | Jazz, Neue Improvisationsmusik                |                                                                  |
| Poesie in stürmischen Zeiten                  | Konstantin Wecker                                               | Sturm und Klang                                | 2020               | Liedermacher                                  |                                                                  |
| Power Up                                      | AC/DC                                                           | Columbia Records                               | 13. November 2020  | Hard Rock                                     |                                                                  |
| Quadra                                        | Sepultura                                                       | Nuclear Blast                                  | 7. Februar 2020    | Thrash Metal, Groove Metal, Progressive Metal |                                                                  |
| Rewind, Replay, Rebound: Live in Deutschland  | Volbeat                                                         | Republic Records                               | 27. November 2020  | Metal                                         | Livealbum                                                        |
| Shamanism                                     | Ivo Perelman mit Matthew Shipp & Joe Morris                     | Mahakala Music                                 | 26. November 2020  | Jazz                                          |                                                                  |
| Sign o’ the Times Super Deluxe                | Prince                                                          | NPG Records/Warner Bros. Records               | 25. September 2020 | R&B, Funk, Jazz, Pop, Rock, Soul              | Neuauflage vom Album Sign “☮” the Times                          |
| Spiracle                                      | Mars Williams und Vasco Trilla                                  | Not Two Records                                | Oktober 2020       | Jazz                                          |                                                                  |
| The Anthony Braxton Project                   | Thumbscrew                                                      | Cuneiform Records                              | 2020               | Jazz                                          |                                                                  |
| Think About It!                               | Brian Kellock Trio (BK3)                                        | Thick Records                                  | 24. Oktober 2020   | Jazz                                          |                                                                  |
| Thirty Years in Between                       | Barre Phillips                                                  | Les Disques Victo                              | 2020               | Neue Improvisationsmusik                      |                                                                  |
| Through Eons to Now                           | Ombak Trio                                                      | Setola di Maiale                               | 24. März 2020      | Jazz, Neue Improvisationsmusik                |                                                                  |
| Welcome Adventure! Vol. 1                     | Daniel Carter, Matthew Shipp, William Parker und Gerald Cleaver | 577 Records                                    | 5. Juni 2020       | Jazz                                          |                                                                  |
| Whoosh!                                       | Deep Purple                                                     | earMusic, Edel                                 | 7. August 2020     | Rock, Progressive Rock                        |                                                                  |
| Wonder                                        | Shawn Mendes                                                    | Island Records                                 | 4. Dezember 2020   | Pop                                           |                                                                  |
| You Already Know                              | Ted Poor                                                        | New Deal/Impulse! Records                      | 2020               | Jazz                                          |                                                                  |

## Gestorben

### Januar
- 01. Januar: Lexii Alijai, US-amerikanische Rapperin (21)
- 01. Januar: Dirk Lüken, deutscher Komponist, Kirchenmusiker und Dichter (87)
- 01. Januar: Jaap Schröder, niederländischer Violinist und Dirigent (94)
- 03. Januar: Uschi Amberger, deutsche Sängerin und Kabarettistin (79)
- 03. Januar: Wolfram Iwer, deutscher Organist, Kirchenmusiker und Musikpädagoge (91)
- 03. Januar: Bo Winberg, schwedischer Gitarrist (80)
- 04. Januar: Abdallah ag Oumbadougou, nigrischer Musiker (≈57)
- 05. Januar: Blas Emilio Atehortúa, kolumbianischer Komponist (76)
- 05. Januar: Rich Harney, US-amerikanischer Jazzpianist (65)
- 07. Januar: Neil Peart, kanadischer Schlagzeuger (67)
- 09. Januar: Gianni Sanjust, italienischer Jazzmusiker (85)
- 10. Januar: Gonzalo Castellanos Yumar, venezolanischer Komponist (93)

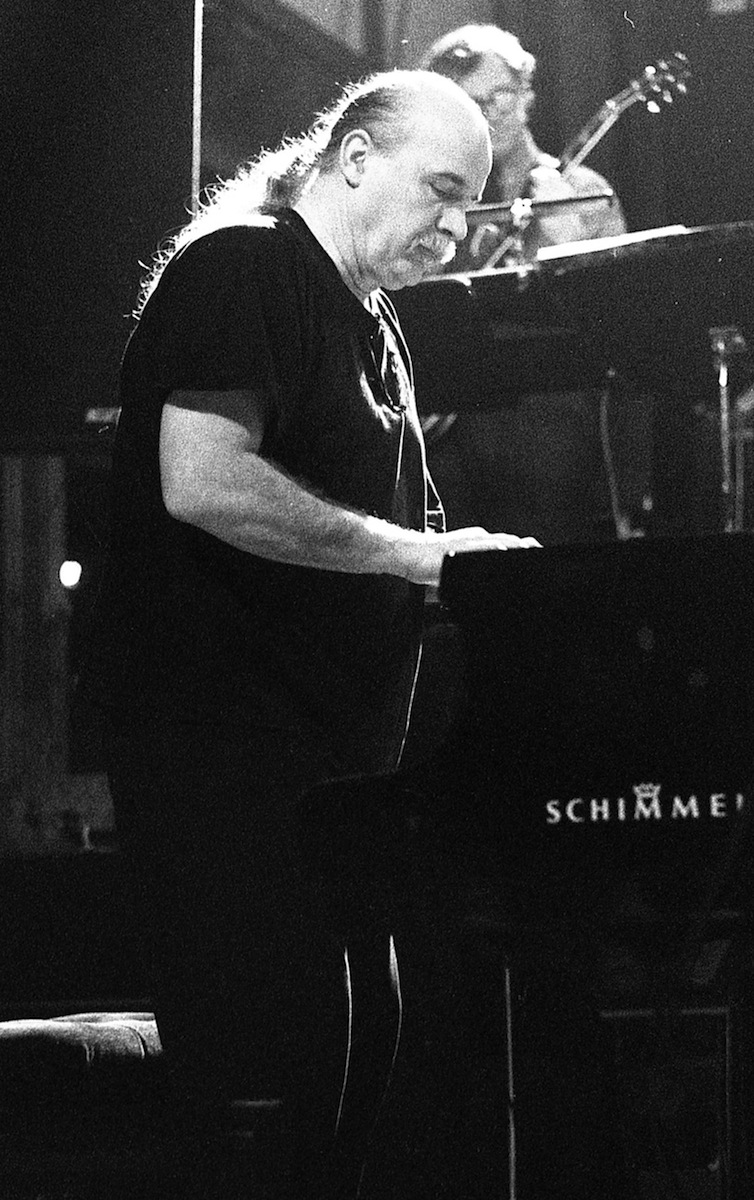
Wolfgang Dauner; † 10. Januar

- 10. Januar: Wolfgang Dauner, deutscher Jazzmusiker (84)
- 11. Januar: Juraj Tandler, slowakischer Komponist, Dirigent und Musikpädagoge (85)
- 12. Januar: Giorgio Merighi, italienischer Opernsänger (80)
- 14. Januar: Guy Deplus, französischer Klarinettist und Musikpädagoge (75)
- 14. Januar: Naděžda Kniplová, tschechische Sopranistin (87)
- 14. Januar: Bernard Samuel, US-amerikanischer Jazzmusiker (70)
- 15. Januar: Geoff Castle, britischer Fusionmusiker (70)
- 15. Januar: Bruno Nettl, US-amerikanischer Musikwissenschaftler und -ethnologe (89)
- 16. Januar: Barry Tuckwell, australischer Hornist und Dirigent (88)
- 17. Januar: Claudio Roditi, brasilianischer Jazzmusiker (73)
- 18. Januar: John Burke, kanadischer Komponist (68)
- 18. Januar: David Olney, US-amerikanischer Singer-Songwriter (71)
- 19. Januar: Thérèse Allah, ivorische Sängerin (84)
- 19. Januar: Heinz Bühler, Schweizer Jazzmusiker (78)
- 19. Januar: Olifr M. Guz, Schweizer Musiker (52)
- 19. Januar: Jimmy Heath, US-amerikanischer Saxophonist, Komponist und Arrangeur (93)
- 20. Januar: Nedda Casei, US-amerikanische Opernsängerin (87)
- 20. Januar: Joseph Hannesschläger, deutscher Schauspieler und Musiker (57)
- 21. Januar: Herbert Baumann, deutscher Komponist und Dirigent (94)
- 21. Januar: Grigore Constantinescu, rumänischer Musikwissenschaftler und -pädagoge (81)
- 22. Januar: Albert Hartinger, österreichischer Sänger (73)
- 23. Januar: Franz Mazura, deutscher Opern- und Konzertsänger (95)
- 24. Januar: Aenne Goldschmidt, Schweizer Tänzerin, Pädagogin und Choreografin (99)
- 25. Januar: Bob Gullotti, US-amerikanischer Jazzmusiker und Hochschullehrer (≈70)
- 25. Januar: Johannes Jourdan, deutscher Theologe, Schriftsteller und Lieddichter (96)
- 25. Januar: Heinz Matschurat, deutscher Hörspielautor und Komponist (99)
- 26. Januar: Bob Shane, US-amerikanischer Sänger (85)
- 27. Januar: Alberto Naranjo, venezolanischer Musiker, Komponist und Arrangeur (78)
- 27. Januar: Luther Randolph, US-amerikanischer Soulmusiker und Produzent (84)
- 28. Januar: Othmar Mága, deutscher Dirigent (90)
- 28. Januar: Bob Nave, US-amerikanischer Musiker und Rundfunkmoderator (75)
- 30. Januar: Lucien Barbarin, US-amerikanischer Jazzposaunist (63)
- 30. Januar: Glenys Linos, britisch-griechische Opernsängerin (82)
- 30. Januar: Soroku Murata, japanischer Geigenbauer (92)
- 31. Januar: Dagmar Heizmann-Leucke, deutsche Verlegerin und Musikerin (≈52)

### Februar
- 01. Februar: Andy Gill, britischer Rockmusiker (64)
- 01. Februar: Peter Serkin, US-amerikanischer Pianist (72)
- 02. Februar: Ivan Král, tschechisch-US-amerikanischer Gitarrist und Musikproduzent (71)
- 03. Februar: Adolph Kurt Böhm, deutscher Komponist (93)
- 03. Februar: Ciro Diezhandino Nieto, spanischer Flamenco-Tänzer und -Choreograf (87)
- 04. Februar: Buddy Cage, US-amerikanischer Musiker und Pedal-Steel-Gitarrist (73)
- 04. Februar: Volker David Kirchner, deutscher Komponist (77)
- 04. Februar: Volker Lutz, deutscher Chorleiter, Dirigent, Organist und Kirchenmusikdirektor (88)
- 04. Februar: Ljiljana Petrović, jugoslawische Sängerin (80)
- 05. Februar: Laurie Morgan, britischer Jazzmusiker (93)
- 05. Februar: Rudolf Pietsch, österreichischer Musiker und Musikwissenschaftler (68)
- 06. Februar: Lynn Evans Mand, US-amerikanische Sängerin (95)
- 06. Februar: Nello Santi, italienischer Operndirigent (88)
- 06. Februar: Steve Weber, US-amerikanischer Folkmusiker (76)
- 07. Februar: Nexhmije Pagarusha, jugoslawische Sängerin und Schauspielerin (86)

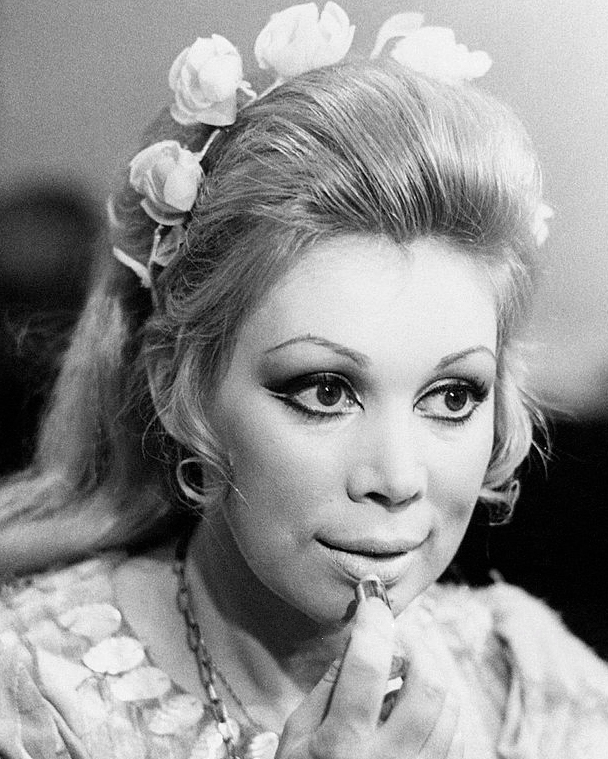
Mirella Freni; † 9. Februar

- 09. Februar: Mirella Freni, italienische Opernsängerin (84)
- 09. Februar: Sorrel Hays, US-amerikanische Komponistin, Musikerin und Pianistin (78)
- 09. Februar: Vladimir Kranjčević, jugoslawischer bzw. kroatischer Dirigent (83)
- 09. Februar: Helmut Nieberle, deutscher Jazzgitarrist (63)
- 09. Februar: Pavol Šimai, slowakisch-schwedischer Pianist und Komponist (89)
- 09. Februar: Sergei Slonimski, russischer Komponist, Pianist und Musikwissenschaftler (87)
- 10. Februar: Lyle Mays, US-amerikanischer Jazz- und Fusionmusiker (66)
- 12. Februar: Hamish Milne, britischer Pianist (80)
- 13. Februar: Christophe Desjardins, französischer Bratschist (57)
- 13. Februar: Buzzy Linhart, US-amerikanischer Sänger und Songschreiber (76)
- 13. Februar: Hajo Müller, deutscher Schauspieler und Opernsänger (88)
- 13. Februar: Jacob Thiele, US-amerikanischer Rockmusiker (40)
- 14. Februar: Reinbert de Leeuw, niederländischer Dirigent, Pianist und Komponist (81)
- 15. Februar: Juan Orozco, spanischer Gitarrenbauer (82)
- 15. Februar: Ron Thompson, US-amerikanischer Gitarrist, Sänger und Songwriter (66)
- 16. Februar: Graeme Allwright, französischer Sänger (93)
- 16. Februar: Zoe Caldwell, australische Schauspielerin und Theaterregisseurin (86)
- 16. Februar: Pearl Carr, britische Schauspielerin und Sängerin (98)
- 17. Februar: Henry Gray, US-amerikanischer Blues-Pianist (95)
- 17. Februar: Kizito Mihigo, ruandischer Gospelsänger (38)
- 17. Februar: Andrew Weatherall, britischer Musiker (56)
- 18. Februar: Dieter Buwen, deutscher Komponist und Musiker (64)

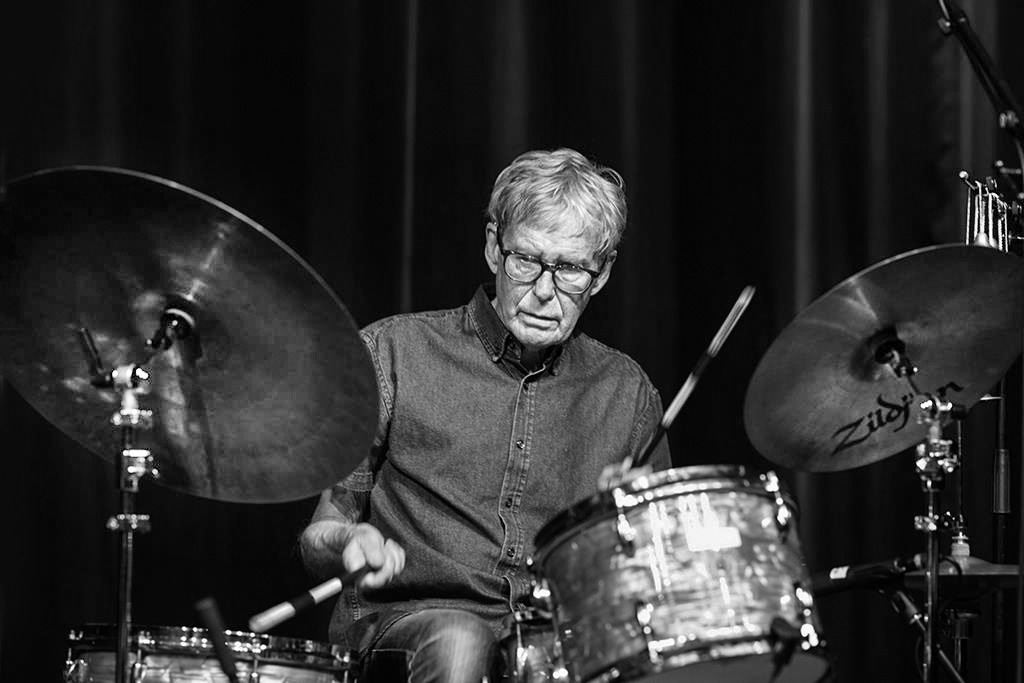
Jon Christensen; † 18. Februar

- 18. Februar: Jon Christensen, norwegischer Jazz-Schlagzeuger (76)
- 19. Februar: Mike Krepper, US-amerikanischer Jazzmusiker (68)
- 19. Februar: Pop Smoke, US-amerikanischer Rapper (20)
- 20. Februar: Slawomir „Cyjan“ Cywoniuk, polnischer Schlagzeuger (49)
- 20. Februar: Dagmar Droysen-Reber, deutsche Musikwissenschaftlerin (91)
- 22. Februar: Rita Wolfensberger, Schweizer Pianistin, Musikpädagogin und Musikkritikerin (91)
- 23. Februar: Vince Weber, deutscher Boogie-Woogie-Pianist (66)
- 23. Februar: Margrit Zimmermann, Schweizer Komponistin, Dirigentin, Pianistin und Musikpädagogin (91)
- 24. Februar: Jahn Teigen, norwegischer Sänger und Musiker (70)
- 25. Februar: Irina Borowska Musil, argentinische Primaballerina (89)
- 25. Februar: Marie-Luise Nikuta, deutsche Mundartsängerin und -komponistin (81)
- 26. Februar: Hans Deinzer, deutscher Klarinettist und Musikpädagoge (86)
- 26. Februar: Buddha Scheidegger, Schweizer Jurist und Jazzmusiker (79)
- 29. Februar: Odile Pierre, französische Organistin (88)
- 29. Februar: Bill Smith, US-amerikanischer Klarinettist und Komponist (93)
- 00. Februar: Franz Kalchmair, österreichischer Opern- und Liedersänger (80)
- 00. Februar: Abdel Aziz El Mubarak, sudanesischer Musiker (69)

### März
- 02. März: Eva Astor, österreichische Schauspielerin und Schlagersängerin (75)
- 02. März: Susan Weinert, deutsche Jazzmusikerin (54)
- 02. März: Peter Wieland, deutscher Sänger, Entertainer und Musikpädagoge (89)
- 03. März: Günther Müller, deutscher Dirigent, Musikpädagoge und Musikwissenschaftler (95)
- 03. März: Luis Trochón, uruguayischer Musiker und Theaterregisseur (63)
- 05. März: Ted Moses, US-amerikanischer Jazzmusiker (76)
- 06. März: Werner Grunert, deutscher Politiker und Liedermacher (99)

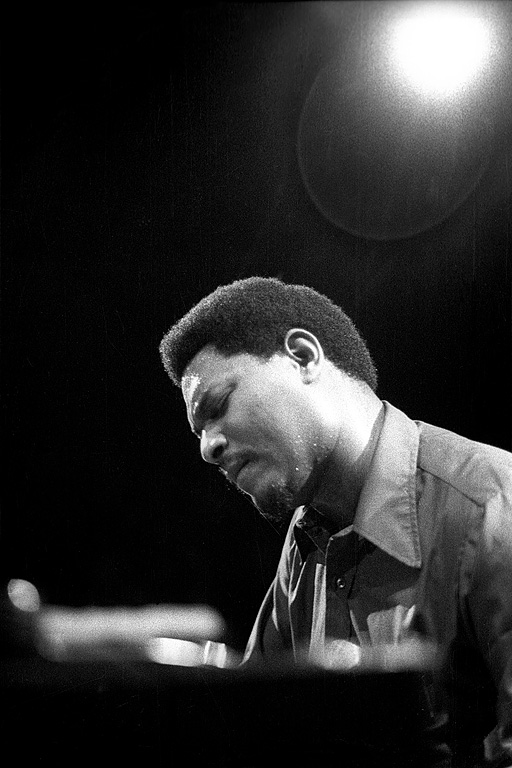
McCoy Tyner; † 6. März

- 06. März: McCoy Tyner, US-amerikanischer Jazzpianist und Komponist (81)
- 07. März: Charlie Baty, US-amerikanischer Bluesgitarrist (66)
- 07. März: Romen Dawtjan, armenischer Komponist und Hochschullehrer (82)
- 08. März: Reinhard Giebel, deutscher Pianist und Autor (80)
- 09. März: Hartmut Bietz, deutscher Komponist (77)
- 09. März: Anton Coppola, US-amerikanischer Komponist (102)
- 10. März: Winfried Bauernfeind, deutscher Opernregisseur (85)
- 10. März: Eva, deutsche Chansonsängerin (76)
- 10. März: Marcelo Peralta, argentinischer Saxophonist (59)
- 10. März: Gražina Ručytė-Landsbergienė, litauische Pianistin und Musikpädagogin (90)
- 11. März: Charles Wuorinen, US-amerikanischer Komponist, Pianist und Dirigent (81)
- 12. März: Don Burrows, australischer Jazzmusiker (92)
- 12. März: Tonie Marshall, französische Schauspielerin, Sängerin, Drehbuchautorin und Regisseurin (68)
- 12. März: Danny Ray Thompson, US-amerikanischer Jazzmusiker (73)
- 13. März: Carmen Galin, rumänische Schauspielerin, Musikerin und Hörspielsprecherin (73)
- 14. März: T. A. S. Mani, indischer Komponist, Musikproduzent und Perkussionist (≈84)
- 14. März: Genesis P-Orridge, britischer Musiker und Performancekünstler (70)
- 14. März: Frieder Soberger, deutscher Sänger (95)
- 15. März: Suzy Delair, französische Schauspielerin und Sängerin (102)
- 15. März: Barry Zweig, US-amerikanischer Jazzgitarrist (78)
- 17. März: Ernst Dunshirn, österreichischer Dirigent und Chorleiter (85)
- 18. März: Kenneth Kafui, Komponist und Musikpädagoge aus Ghana (68)
- 19. März: Wray Downes, kanadischer Jazzpianist (89)
- 19. März: Aurlus Mabélé, kongolesischer Musiker und Komponist (67)
- 20. März: Karin Oehler, deutsche Chanson- und Jazzsängerin (69)
- 20. März: Kenny Rogers, US-amerikanischer Country-Sänger (81)
- 21. März: Betty Dorsey, US-amerikanische Sängerin (74)
- 21. März: Karl Theodor Geier, deutscher Jazz-Bassist (88)
- 21. März: Ray Mantilla, US-amerikanischer Schlagzeuger und Perkussionist (85)
- 21. März: Mariko Miyagi, japanische Sängerin, Schauspielerin, Regisseurin und Wohltäterin (93)
- 21. März: Hellmut Stern, deutscher Geiger (91)
- 22. März: Gabi Delgado-López, deutscher Komponist, Textdichter und Musikproduzent (61)
- 22. März: Julie Felix, US-amerikanische Folk-Sängerin (81)
- 22. März: Mike Longo, US-amerikanischer Jazz-Musiker (83)
- 22. März: Eric Weissberg, US-amerikanischer Sänger und Musiker (80)
- 23. März: Apple Gabriel, jamaikanischer Reggaesänger (64)
- 23. März: Nashom Wooden, US-amerikanischer Sänger und Dragqueen (50)
- 24. März: Manu Dibango, kamerunischer Jazz-Musiker (86)
- 24. März: Wolfgang Marschner, deutscher Violinist, Dirigent und Komponist (93)
- 24. März: Gerard Schurmann, britischer Komponist (96)
- 24. März: Edward H. Tarr, US-amerikanischer Trompeter und Musikwissenschaftler (83)
- 25. März: Peter Andraschke, deutscher Musikwissenschaftler (80)
- 25. März: Martinho Lutero Galati de Oliveira, brasilianischer Dirigent (66)
- 25. März: Liesbeth List, niederländische Sängerin (78)
- 25. März: Freddy Rodriguez senior, US-amerikanischer Jazzmusiker (89)
- 26. März: Olle Holmquist, schwedischer Jazzmusiker (83)
- 26. März: Bob Ojeda, US-amerikanischer Jazzmusiker (78)
- 26. März: Luigi Roni, italienischer Opernsänger (78)
- 26. März: Simeon Shterev, bulgarischer Flötist und Komponist (76)
- 26. März: Scott Steed, US-amerikanischer Jazzmusiker (62)
- 27. März: Christoph Rueger, deutscher Musikautor (77)
- 28. März: Lyn Christie, australischer Jazz-Bassist und Hochschullehrer (91)
- 28. März: Regy Clasen, deutsche Sängerin (48)
- 28. März: Lou A. Kouvaris, US-amerikanischer Gitarrist (66)
- 28. März: Bubbha Thomas, US-amerikanischer Schlagzeuger und Musikpädagoge (82)
- 28. März: Hertha Töpper, österreichische Opern- und Oratoriensängerin (95)
- 29. März: Claude Abadie, französischer Bankmanager und Jazzmusiker (100)
- 29. März: Joe Diffie, US-amerikanischer Country-Sänger (61)
- 29. März: Alan Merrill, US-amerikanischer Musiker (69)
- 29. März: Jamary Oliveira, brasilianischer Komponist (76)

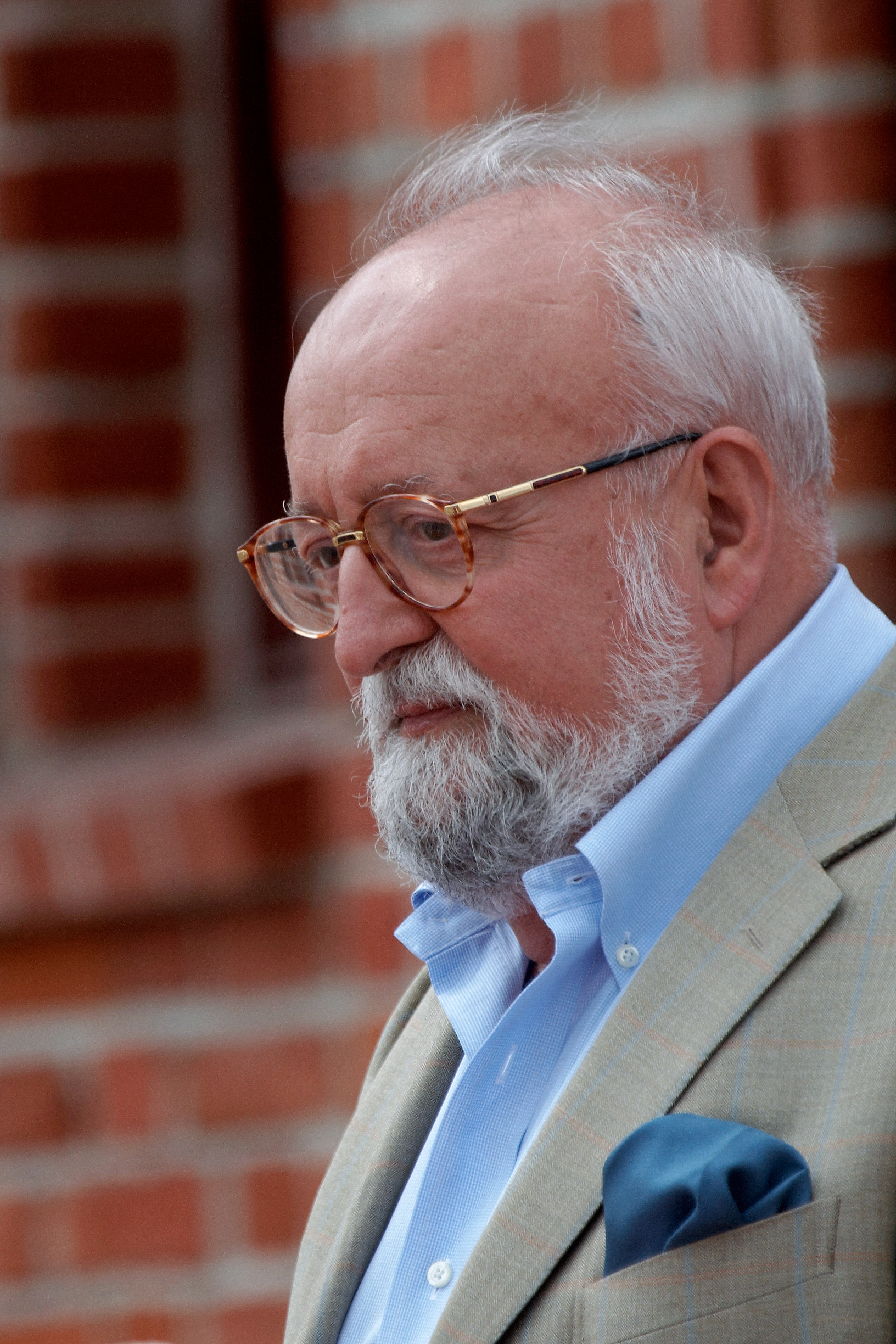
Krzysztof Penderecki; † 29. Marż

- 29. März: Krzysztof Penderecki, polnischer Komponist und Dirigent (86)
- 29. März: Alfred Schönfelder, deutscher Dirigent und Komponist (95)
- 30. März: Robert Andreozzi, französischer Opernsänger (87)
- 30. März: Wilhelm Burmann, US-amerikanischer Ballettlehrer (80)
- 30. März: Wolf Hobohm, deutscher Musikwissenschaftler (82)
- 30. März: Riachão, brasilianischer Samba-Musiker (98)
- 30. März: Bill Withers, US-amerikanischer Sänger und Songschreiber (81)
- 31. März: Donna Caroll, argentinische Jazzsängerin und Schauspielerin (81)
- 31. März: Janet Grice, US-amerikanische Klassik- und Jazzfagottistin, Lehrerin und Komponistin (64)
- 31. März: Alex Layne, US-amerikanischer Jazzbassist (81)
- 31. März: Zoltán Peskó, ungarischer Dirigent (83)
- 31. März: Wallace Roney, US-amerikanischer Jazztrompeter (59)
- 00. März: Lou A. Kouvaris, US-amerikanischer Gitarrist (65)
- 00. März: Bill Martin, britischer Songwriter und Musikverleger (81)

### April
- 01. April: Ellis Marsalis, US-amerikanischer Jazz-Pianist und Jazz-Pädagoge (85)
- 01. April: Bucky Pizzarelli, US-amerikanischer Jazzgitarrist (94)
- 01. April: Dieter Reith, deutscher Pianist, Organist, Arrangeur und Komponist (82)
- 01. April: Adam Schlesinger, US-amerikanischer Musiker (52)
- 02. April: Chris Laubis, deutscher Musiker (49)
- 02. April: Tilmann Lehnert, deutscher Autor, Musiker und Performancekünstler (79)
- 03. April: Walter Galla, österreichischer Musiker, Kabarettist und Autor (62)
- 04. April: Barry Allen, kanadischer Rockmusiker (74)
- 04. April: Luis Eduardo Aute, spanischer Liedermacher und Dichter (76)
- 04. April: Silvano Carroli, italienischer Opernsänger (81)
- 04. April: Franz Födermayr, österreichischer Musikwissenschaftler (86)
- 04. April. Joseph Pehrson, US-amerikanischer Komponist und Pianist (69)
- 05. April: Giuseppe Agostini, italienischer Organist, Chorleiter und Komponist (89)
- 05. April: John Bucher, US-amerikanischer Jazzmusiker (89)
- 06. April: Onaje Allan Gumbs, US-amerikanischer Jazzmusiker und Arrangeur (70)
- 06. April: David Horowitz, US-amerikanischer Pianist und Komponist (77)
- 07. April: Betty Bennett, US-amerikanische Sängerin (98)
- 07. April: Eddy Davis, US-amerikanischer Banjospieler (79)
- 07. April. Sanne van Hek, niederländische Trompeterin (41)
- 07. April: John Prine, US-amerikanischer Country-Sänger und Songschreiber (74)
- 07. April: Hal Willner, US-amerikanischer Musikproduzent (64)
- 07. April: Otto Wolters, deutscher Jazzmusiker (81)
- 08. April: Carl Dobkins Jr., US-amerikanischer Popsänger (79)
- 08. April: Peter Ecklund, US-amerikanischer Jazztrompeter (74)
- 08. April: Joan Wildman, US-amerikanische Pianistin und Hochschullehrerin (82)
- 09. April: Marc Engels, belgischer Tontechniker (54)
- 09. April: Andy Gonzalez, US-amerikanischer Bassist (69)
- 09. April: Dmitri Smirnow, russischer Komponist (71)
- 09. April: Richard Teitelbaum, US-amerikanischer Komponist und Improvisationsmusiker (80)
- 11. April: Liu Dehai, chinesischer Pipaspieler und Komponist (82)
- 11. April: Jymie Merritt, US-amerikanischer Jazzmusiker (93)
- 12. April: Louis van Dijk, niederländischer Pianist (78)
- 12. April: Kurt Grämiger, Schweizer Jazzmusiker und Architekt (75)
- 13. April: Hans-Bernhard Hoch, deutscher Kantor und Kirchenmusikdirektor (92)
- 13. April: Ryō Kawasaki, japanischer Jazzgitarrist und Komponist (73)
- 14. April: Akin Euba, nigerianischer Komponist (74)
- 14. April: Ron Rubin, britischer Jazzmusiker (86)
- 14. April: Hellmut Wormsbächer, deutscher Chorleiter, Komponist und Dirigent (94)
- 15. April: Henry Grimes, US-amerikanischer Jazzbassist (84)
- 15. April: Dries Holten, niederländischer Sänger und Textdichter (84)

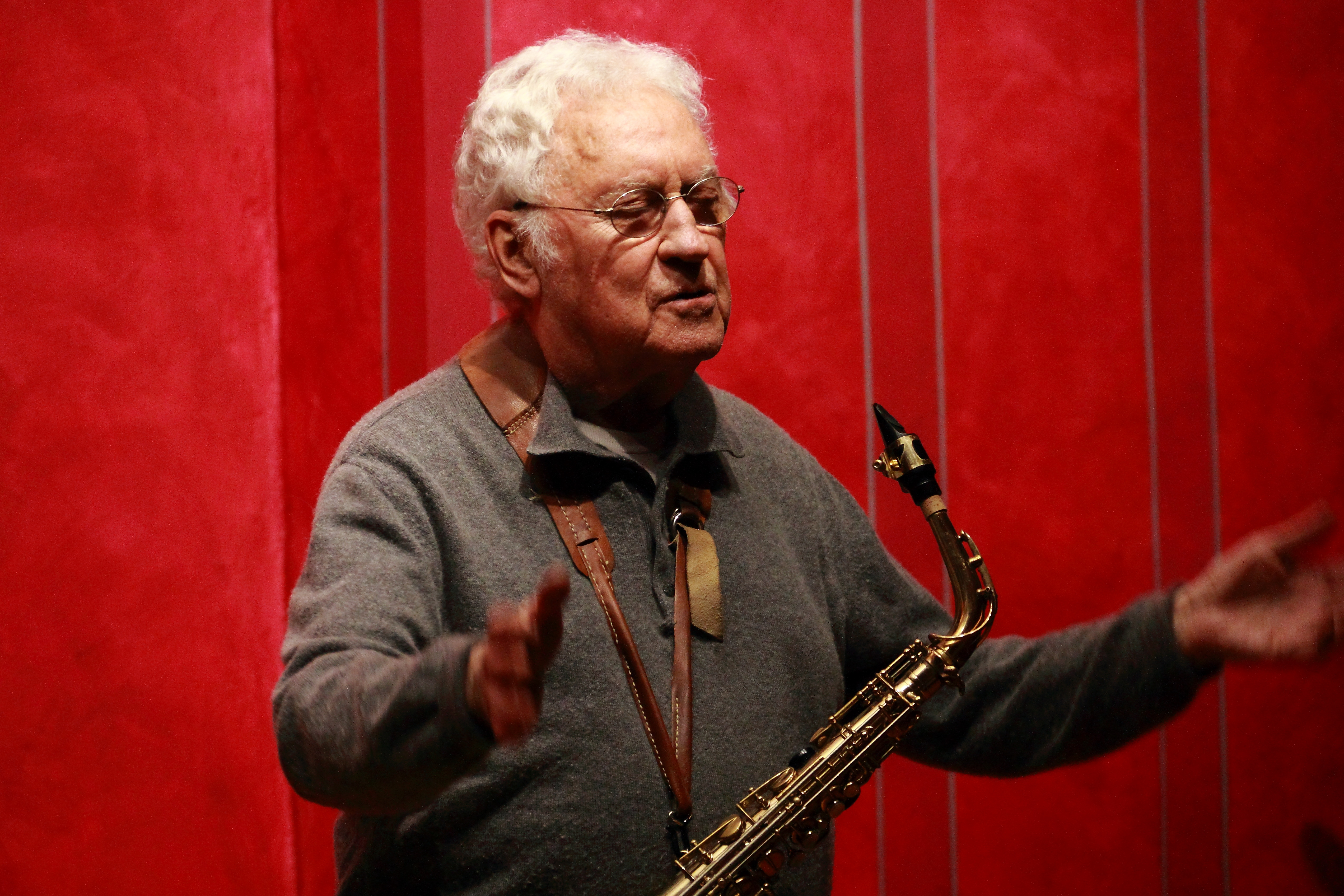
Lee Konitz; † 15. April

- 15. April: Lee Konitz, US-amerikanischer Jazzmusiker (92)
- 16. April: Christophe, französischer Sänger und Komponist (74)
- 16. April: Kenneth Gilbert, kanadischer Cembalist (88)
- 17. April: Herwig Knaus, österreichischer Musikwissenschaftler und Publizist (90)
- 17. April: Giuseppi Logan, US-amerikanischer Jazzmusiker (84)
- 17. April: Bob Mielke, US-amerikanischer Jazzposaunist (94)
- 17. April: Arlene Saunders, US-amerikanische Opernsängerin (89)
- 17. April: Wolfgang Wünsch, deutscher Musikpädagoge und Komponist (93)
- 19. April: Corrado Galzio, italienischer Pianist und Musikpädagoge (100)
- 19. April: Alexander Kusmitsch Wustin, sowjetischer bzw. russischer Komponist (76)
- 21. April: Derek Jones, US-amerikanischer Gitarrist (35)
- 21. April: Jacques Pellen, französischer Jazzgitarrist (63)

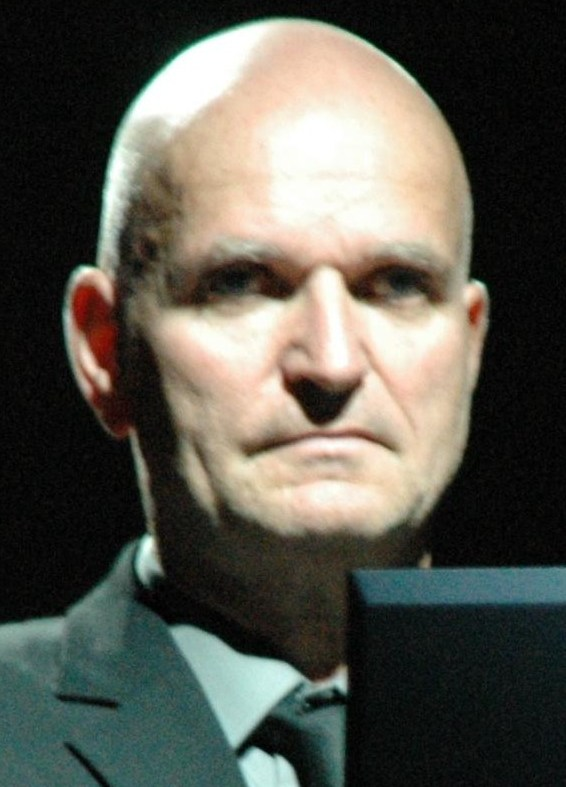
Florian Schneider; † 21. April

- 21. April: Florian Schneider-Esleben, deutscher Musiker (73)
- 22. April: Bootsie Barnes, US-amerikanischer Jazzmusiker (82)
- 22. April: Peter Jonas, britischer Kulturmanager und Opernintendant (73)
- 23. April: Fred the Godson, US-amerikanischer Musiker (35)
- 24. April: Hamilton Bohannon, US-amerikanischer Schlagzeuger, Bandleader und Musikproduzent (78)
- 24. April: Phil Broadhurst, neuseeländischer Jazzmusiker und Rundfunkmoderator (70)
- 24. April: Harold Reid, US-amerikanischer Sänger (80)
- 25. April: Alan D. Abel, US-amerikanischer Schlagzeuger, Musikpädagoge, Hochschullehrer und Erfinder von Musikinstrumenten (91)
- 25. April: Vytautas Barkauskas, litauischer Komponist (89)
- 26. April: Alton Carson, US-amerikanischer Blues- und Jazzmusiker (66)
- 27. April: Lynn Harrell, US-amerikanischer Violoncellist (76)
- 27. April: Jeannette Pilou, italienische Sopranistin griechischer Abstammung (83)
- 27. April: Scott Taylor, britischer Gitarrist (58)
- 28. April: Bobby Lewis, US-amerikanischer Sänger (95)
- 29. April: Norma Aamodt-Nelson, US-amerikanische Organistin, Komponistin und Musikpädagogin (≈68)
- 29. April: John Lafia, US-amerikanischer Regisseur, Drehbuchautor und Komponist (63)
- 29. April: Friedhelm Nieske, deutscher Schlagzeuger und Musikproduzent (65)
- 30. April: Tony Allen, nigerianischer Schlagzeuger (79)
- 30. April: Óscar Chávez, mexikanischer Sänger und Schauspieler (85)
- 30. April: Gene Reed, US-amerikanischer Choreograph (84)
- 00. April: John Diercks, US-amerikanischer Komponist und Pianist (≈93)

### Mai
- 01. Mai: Georg Hörtnagel, deutscher Kontrabassist und Konzertveranstalter (93)
- 01. Mai: Gustavo Limongi, mexikanischer Gitarrist und Sänger (52)
- 01. Mai: Jürgen Wuchner, deutscher Jazzbassist (72)
- 02. Mai: Richie Cole, US-amerikanischer Jazz-Altsaxophonist (72)
- 02. Mai: Cady Groves, US-amerikanische Sängerin und Songwriterin (30)
- 02. Mai: Heinrich E. Weber, deutscher Vegetationskundler und Musikwissenschaftler (88)
- 03. Mai: Rosalind Elias, US-amerikanische Mezzosopranistin (90)
- 03. Mai: Dave Greenfield, britischer Musiker (71)
- 04. Mai: Aldir Blanc, brasilianischer Komponist und Schriftsteller (73)
- 04. Mai: Jean Erdman, US-amerikanische Tänzerin und Choreographin (104)
- 05. Mai: Sweet Pea Atkinson, US-amerikanischer R&B-Sänger (74)
- 05. Mai: Ciro Pessoa, brasilianischer Rocksänger und Komponist (62)
- 05. Mai: Millie Small, jamaikanische Pop- und Ska-Sängerin (73)
- 06. Mai: Norbert Balatsch, österreichischer Chorsänger und Chorleiter (92)
- 06. Mai: Willy Hautvast, niederländischer Komponist (87)
- 07. Mai: John Macurdy, US-amerikanischer Opernsänger (91)
- 07. Mai: Dietmar Polaczek, österreichischer Komponist, Schriftsteller und Journalist (77)
- 07. Mai: Ty, britischer Rapper und Musikproduzent (47)
- 08. Mai: Anton Kontra, ungarischer Geiger, Konzertmeister, Solist und Kammermusiker (88)
- 09. Mai: Carlos José, brasilianischer Sänger und Komponist (85)
- 09. Mai: Pascal FEOS, deutscher Discjockey und Musikproduzent (52)
- 09. Mai: Maureen René, britische Pop-Sängerin (87)

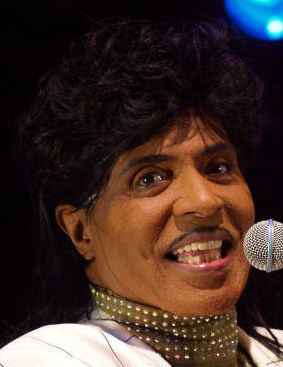
Little Richard; † 9. Mai

- 09. Mai: Little Richard, US-amerikanischer Sänger und Musiker (87)
- 09. Mai: Holli Ross, US-amerikanische Sängerin (62)
- 10. Mai: Victor Scott, Sänger aus Trinidad und Tobago (76)
- 10. Mai: Betty Wright, US-amerikanische Soulsängerin (66)
- 11. Mai: Moon Martin, US-amerikanischer Sänger und Songwriter (69)
- 11. Mai: Claudio Nicolai, deutscher Opernsänger (91)
- 12. Mai: Renée Claude, kanadische Sängerin und Schauspielerin (80)
- 13. Mai: Gabriel Bacquier, französischer Opernsänger (95)
- 13. Mai: Herman Sandy, belgischer Jazztrompeter (98)
- 14. Mai: Melva Houston, US-amerikanische Soul- und Jazzsängerin (70)
- 15. Mai: Herbert Blendinger, österreichisch-deutscher Komponist und Bratschist (84)
- 15. Mai: Ezio Bosso, italienischer Pianist und Komponist (48)
- 15. Mai: Wera Goldman, österreichisch-israelische Tänzerin (98)
- 15. Mai: Phil May, britischer Sänger und Komponist (75)
- 15. Mai: Ralf-Ingo Pampel, deutscher Komponist, Pianist und Musikpädagoge (52)
- 16. Mai: Donn Trenner, US-amerikanischer Arrangeur und Jazzpianist (93)
- 17. Mai: Alexandre Malempré, belgisch-deutscher Trompeter (80)
- 17. Mai: Lucky Peterson, US-amerikanischer Bluesmusiker (55)
- 17. Mai: Sean Tyla, britischer Sänger und Rockmusiker (72)
- 19. Mai: Frauke Heß, deutsche Oboistin und Musikpädagogin (56)
- 19. Mai: William Awihilima Kahaialiʻi, US-amerikanischer Musiker (59)
- 21. Mai: Bobby Digital, jamaikanischer Musikproduzent (59)
- 22. Mai: Nikolaus Delius, deutscher Flötist (94)
- 22. Mai: Mory Kanté, guineischer Sänger und Multiinstrumentalist (70)
- 22. Mai: Klaus Selmke, deutscher Musiker (70)
- 23. Mai: Andrej Schnittke, russisch-deutscher Komponist, Rockmusiker, Fotograf und Fotodesigner (55)

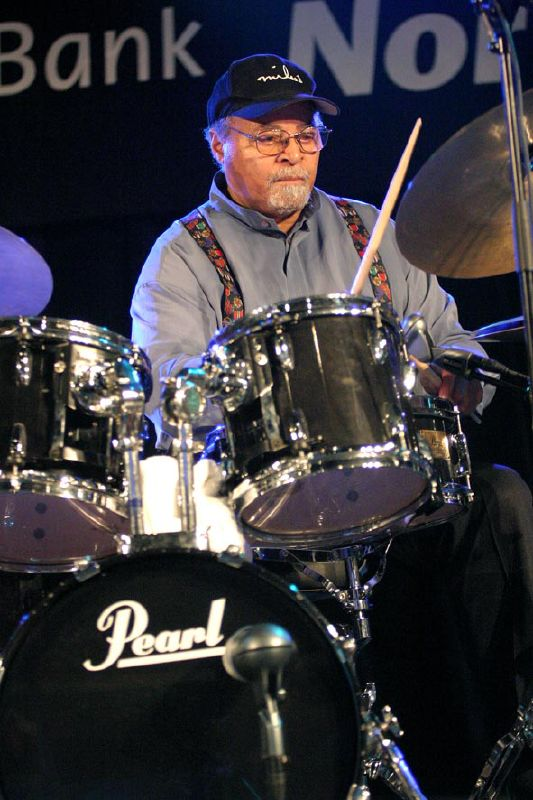
Jimmy Cobb; 24. Mai

- 24. Mai: Jimmy Cobb, US-amerikanischer Jazz-Schlagzeuger (91)
- 24. Mai: Jean-Loup Dabadie, französischer Schriftsteller, Liedtexter, Drehbuchautor und Mitglied der Académie française (81)
- 24. Mai: Al Rex, US-amerikanischer Country-, Rockabilly- und Rock’n’Roll-Musiker (91)
- 25. Mai: Bucky Baxter, US-amerikanischer Multiinstrumentalist (65)
- 26. Mai: Don Gladstone, US-amerikanischer Bassist (71)
- 27. Mai: Federico García Vigil, uruguayischer Dirigent (79)
- 28. Mai: Brendan Bowyer, irischer Sänger (81)
- 28. Mai: Claude Heater, US-amerikanischer Opernsänger und Schauspieler (92)
- 28. Mai: Bob Kulick, US-amerikanischer Rockmusiker und Musikproduzent (70)
- 28. Mai: Lennie Niehaus, US-amerikanischer Jazzmusiker (90)
- 28. Mai: Carei Thomas, US-amerikanischer Jazzpianist (81)
- 29. Mai: Evaldo Gouveia, brasilianischer Sänger, Komponist und Gitarrist (91)
- 29. Mai: Jeanie Lambe, britische Jazzsängerin (79)
- 30. Mai: Gloria DeNard, US-amerikanische Jazzmusikerin und Musikpädagogin (93)
- 30. Mai: Mady Mesplé, französische Opernsängerin (89)
- 30. Mai: Don Weller, britischer Jazz-Saxophonist (79)
- 31. Mai: Jorge Dragone, argentinischer Bandleader, Tangopianist und -komponist (93)
- 31. Mai: Bob Northern, US-amerikanischer Jazzmusiker (86)
- 31. Mai: Jörg Schütze, deutscher Musiker und Bassist (73)
- 31. Mai: Kjeld Wennick, dänischer Schlagersänger (76)

### Juni
- 01. Juni: Myroslaw Skoryk, ukrainischer Komponist (81)

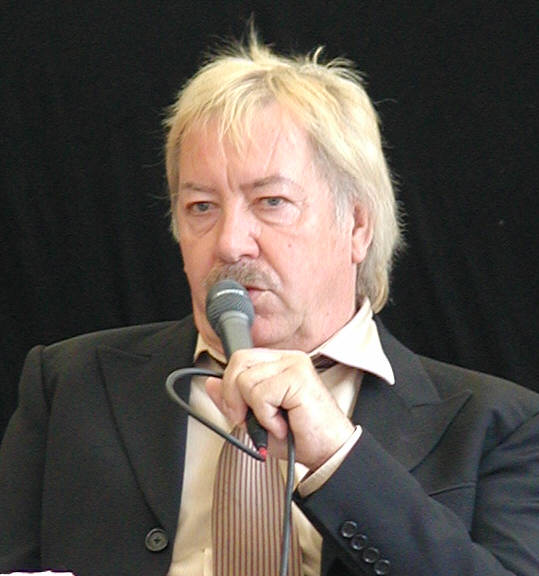
Werner Böhm; † 2. Juni

- 02. Juni: Werner Böhm, deutscher Sänger und Musiker (78)
- 02. Juni: Jimmy Raw, brasilianischer Radio- und Fernsehmoderator und Sänger (58)
- 02. Juni: Chris Trousdale, US-amerikanischer Schauspieler und Sänger (34)
- 03. Juni: Ivar Lindell, schwedischer Jazz-Bassist (80)
- 04. Juni: Marcello Abbado, italienischer Komponist und Pianist (93)
- 04. Juni: Fabiana Anastácio, brasilianische Sängerin (45)
- 04. Juni: Rupert Hine, britischer Rockmusiker und Musikproduzent (72)
- 04. Juni: Arthur Hoyle, US-amerikanischer Jazz- und Studiomusiker (90)
- 04. Juni: Dulce Nunes, brasilianische Sängerin (90)
- 04. Juni: Steve Priest, britischer Musiker (72)
- 05. Juni: Deborah Washington Brown, US-amerikanische Mathematikerin, Informatikerin und Pianistin (68)
- 05. Juni: T. H. Subash Chandran, indischer Perkussionist, Komponist und Musikpädagoge (74)
- 07. Juni: Johannes Wetzler, deutsch-österreichischer Dirigent und Chorleiter (76)
- 08. Juni: James Hand, US-amerikanischer Country-Musiker und Songwriter (67)
- 08. Juni: Bonnie Pointer, US-amerikanische Sängerin (69)
- 11. Juni: István Nagy, ungarischer Komponist, Pianist und Dirigent (79)
- 12. Juni: Ricky Valance, britischer Popsänger (84)
- 14. Juni: Lord Knud, deutscher Beatmusiker, DJ und Radiomoderator (76)
- 14. Juni: Sushant Singh Rajput, indischer Schauspieler und Tänzer (34)
- 14. Juni: Keith Tippett, britischer Jazzmusiker (72)
- 15. Juni: Wolfram Lorenzen, deutscher Pianist (68)
- 15. Juni: Pierre Sim, französischer Jazzmusiker (91)
- 16. Juni: Manfred Rosenberg, deutscher Dirigent und Orchesterleiter (90)
- 17. Juni: Victor Feldbrill, kanadischer Dirigent und Geiger (96)
- 17. Juni: Hugh Fraser, kanadischer Jazzmusiker (62)
- 18. Juni: Vera Lynn, britische Sängerin (103)
- 21. Juni: Horst Häupl, deutscher Komponist (88)
- 21. Juni: Niki Wuchinger, österreichischer Musiker (96)
- 22. Juni: Jerry Bruno, US-amerikanischer Jazzmusiker (100)
- 23. Juni: Xabiiba Cabdilaahi, dschibutische Sängerin (58)
- 23. Juni: Hans Hirsch, deutscher Musik- und Medienwissenschaftler (87)
- 23. Juni: Paul Meisen, deutscher Flötist (86)
- 23. Juni: Genovaitė Sabaliauskaitė, litauische Ballettartistin und Choreografin (97)
- 24. Juni: Jane Parker-Smith, britische Organistin (70)
- 25. Juni: Gilbert Matthews, südafrikanischer Jazzmusiker (76)
- 26. Juni: Jacques Coursil, französischer Linguist und Jazztrompeter (82)
- 27. Juni: Pete Carr, US-amerikanischer Gitarrist (70)
- 27. Juni: Freddy Cole, US-amerikanischer Jazzmusiker (88)
- 28. Juni: Simon H. Fell, britischer Bassist und Komponist (61)
- 29. Juni: Stepa J. Groggs, US-amerikanischer Rapper (32)
- 29. Juni: Hachalu Hundessa, äthiopischer Sänger, Komponist und Aktivist (34)
- 29. Juni: Johnny Mandel, US-amerikanischer Komponist (94)
- 29. Juni: Benny Mardones, US-amerikanischer Singer-Songwriter (73)
- 30. Juni: Ludwig Finscher, deutscher Musikhistoriker (90)

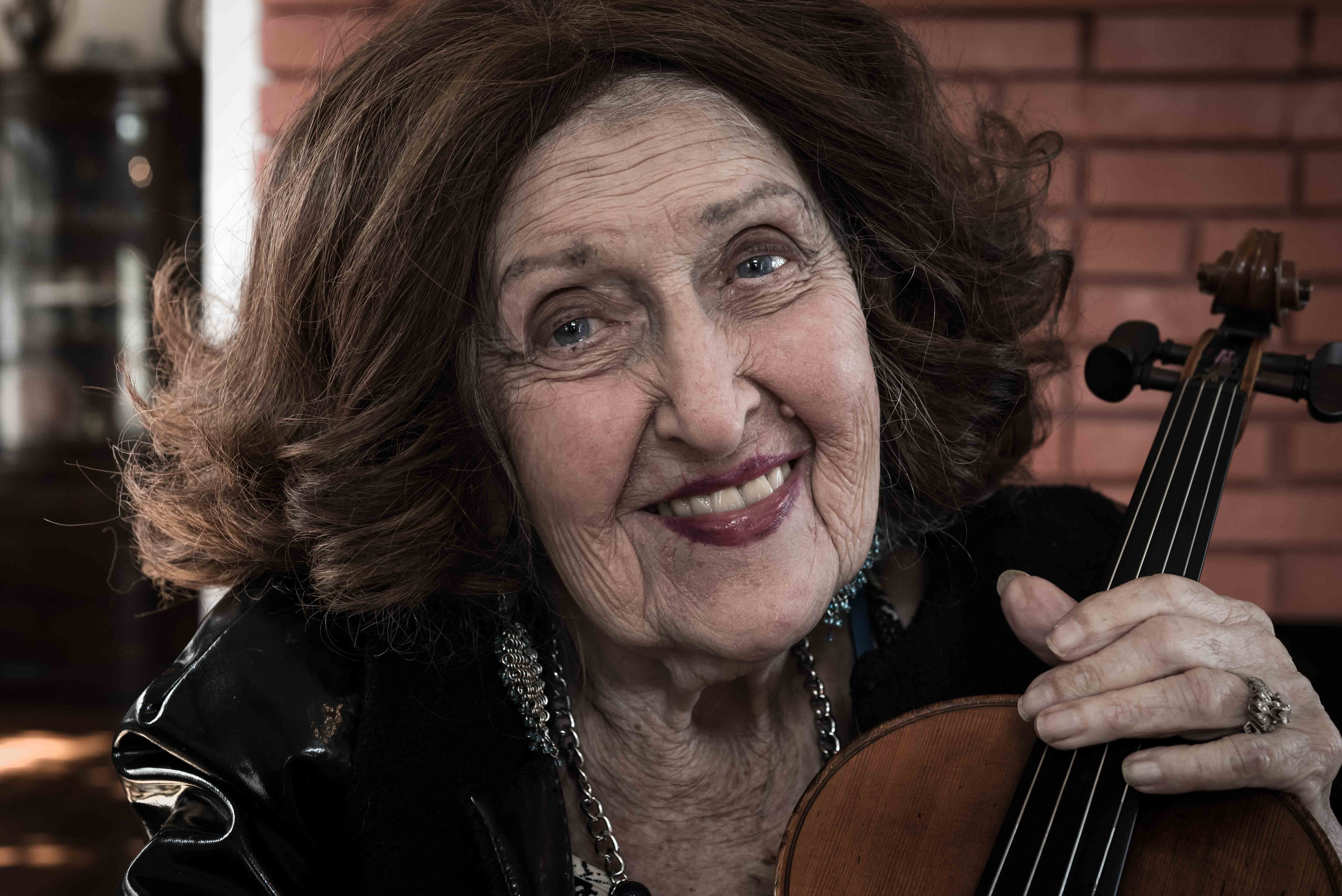
Ida Haendel; † 30. Juni

- 30. Juni: Ida Haendel, britische Violinistin (91)

### Juli
- 01. Juli: Matthias Kaul, deutscher Perkussionist und Komponist (71)
- 01. Juli: Georg Ratzinger, deutscher Geistlicher und Kirchenmusiker (96)
- 02. Juli: Nikolai Kapustin, sowjetischer bzw. ukrainischer Komponist und Pianist (82)
- 03. Juli: Lore Krainer, österreichische Kabarettistin und Chansonsängerin (89)
- 03. Juli: Martin Spiegelberg, deutscher Autor und Jazzmusiker (65)
- 04. Juli: Chrono Popp, österreichischer Musiker (65)
- 05. Juli: Cleveland Eaton, US-amerikanischer Jazz- und Funk-Musiker (80)
- 05. Juli: Paul Faulise, US-amerikanischer Jazz- und Studiomusiker (88)
- 05. Juli: John Marascalco, US-amerikanischer Songwriter (89)
- 06. Juli: Rosario Bléfari, argentinische Rocksängerin, Schauspielerin und Schriftstellerin (54)

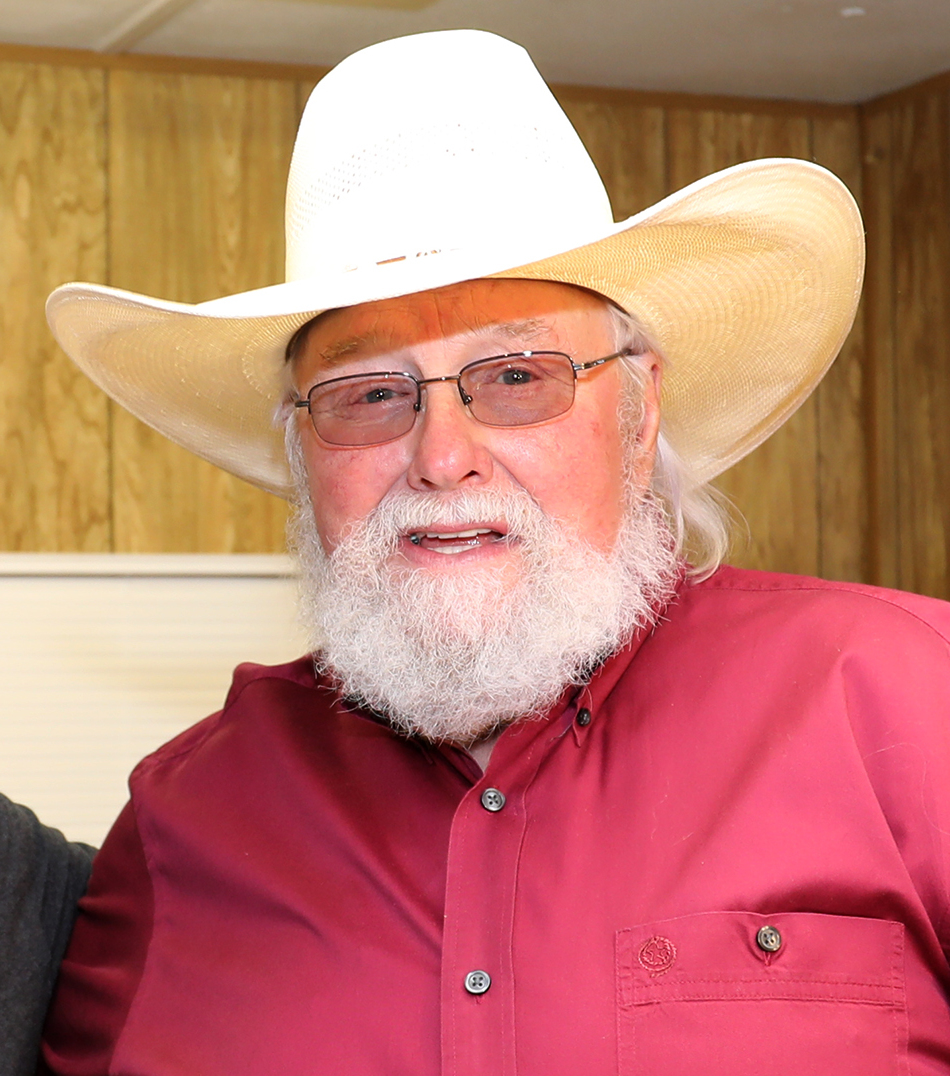
Charlie Daniels; † 6. Juli

- 06. Juli: Charlie Daniels, US-amerikanischer Country-Musiker (83)
- 06. Juli: Erich Hartmann, deutscher Kontrabassist und Komponist (100)

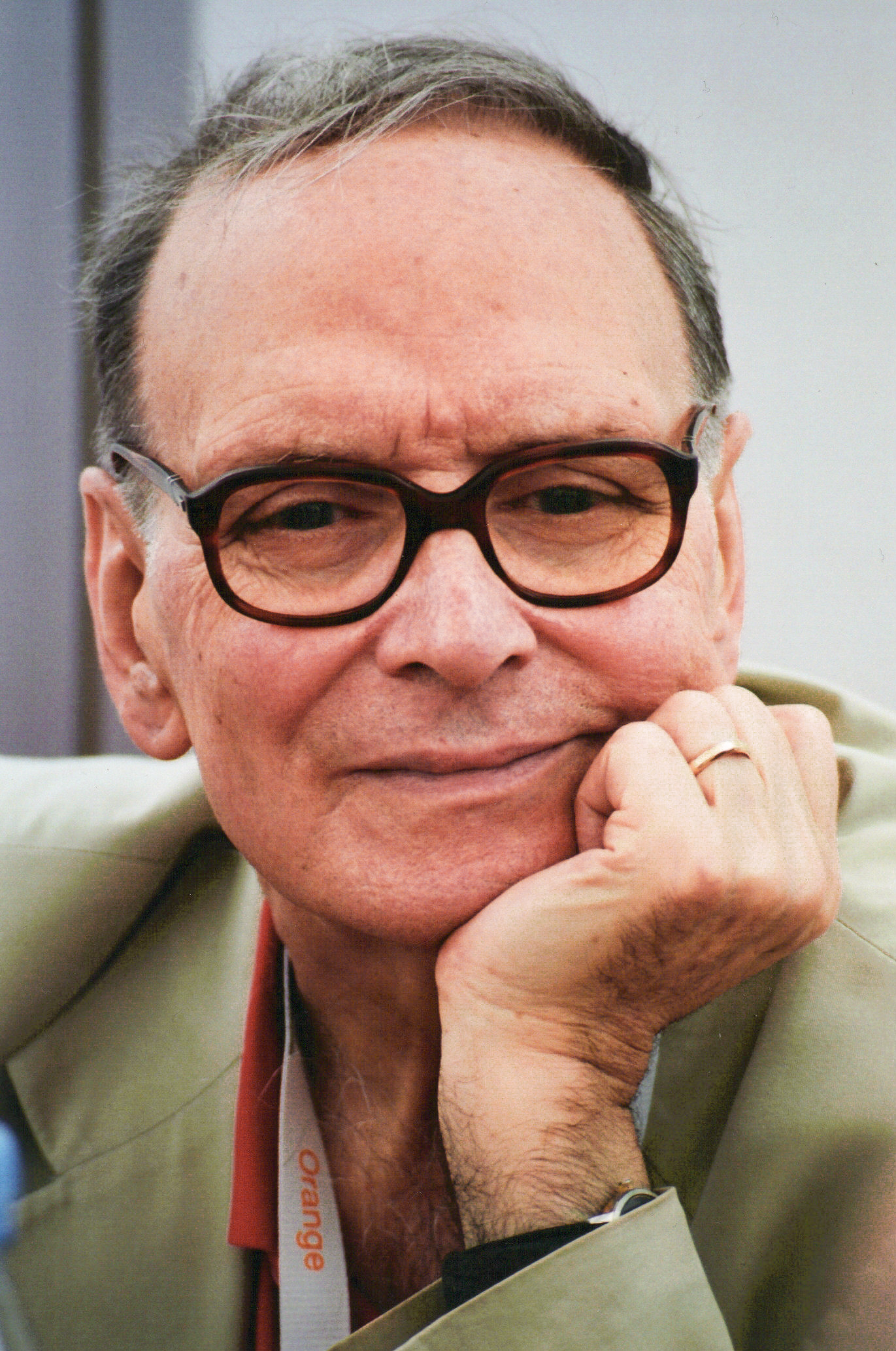
Ennio Morricone; † 6. Juli

- 06. Juli: Ennio Morricone, italienischer Komponist (91)
- 06. Juli: Joe Porcaro, US-amerikanischer Jazz-Schlagzeuger und Perkussionist (90)
- 06. Juli: Ernst Zacharias, deutscher Musikinstrumentenkonstrukteur (96)
- 07. Juli: Henry Krtschil, deutscher Komponist und Pianist (87)
- 07. Juli: Lane Tietgen, US-amerikanischer Rockmusiker (74)
- 08. Juli: Arno Bergmann, deutscher Musiker, Komponist, Mathematiker und Pädagoge (86)
- 08. Juli: Naya Rivera, US-amerikanische Schauspielerin, Sängerin und Model (33)
- 08. Juli: Johann Gottlob von Wrochem, deutscher Pianist und Komponist (82)
- 10. Juli: Eddie Gale, US-amerikanischer Jazztrompeter (78)
- 10. Juli: Mahmoud Reda, ägyptischer Tänzer und Choreograph (90)
- 11. Juli: Gabriella Tucci, italienische Opernsängerin (90)
- 12. Juli: Judy Dyble, britische Folk-Rock-Sängerin (71)
- 12. Juli: Reinhard Kluth, deutscher Kirchenmusiker und Komponist (69)
- 12. Juli: Eleanor Sokoloff, US-amerikanische Pianistin und Klavierpädagogin (106)
- 14. Juli: Gabriele Buschmeier, deutsche Musikwissenschaftlerin (65)
- 14. Juli: Galyn Görg, US-amerikanische Schauspielerin und Tänzerin (55)
- 14. Juli: Klaus W. Sporer, deutscher Maler, Musiker, Komponist und Lyriker (≈81)
- 16. Juli: Mr. Chi Pig, kanadischer Punk-Sänger (57)
- 16. Juli: Irena Milovan, jugoslawische Balletttänzerin (83)
- 16. Juli: Jamie Oldaker, US-amerikanischer Schlagzeuger (68)
- 16. Juli: Víctor Víctor, dominikanischer Bachatasänger und Komponist (71)
- 17. Juli: Zizi Jeanmaire, französische Balletttänzerin und Schauspielerin (96)
- 19. Juli: Cor Fuhler, niederländischer Pianist und Live-Elektroniker (56)
- 21. Juli: Mieko Hirota, japanische Pop- und Jazzsängerin (73)
- 21. Juli: Annie Ross, US-amerikanische Jazzsängerin und Schauspielerin (89)
- 22. Juli: Robert James Dvorak, US-amerikanischer Komponist, Musikpädagoge und Hornist (100)
- 22. Juli: Stephan Trepte, deutscher Rockmusiker (70)
- 23. Juli: Bernd Warkus, deutscher Xylophonist und Entertainer (69)
- 24. Juli: Barry St. John, britische Pop- und Soul-Sängerin (76)
- 25. Juli: CP Lee, britischer Musiker (70)

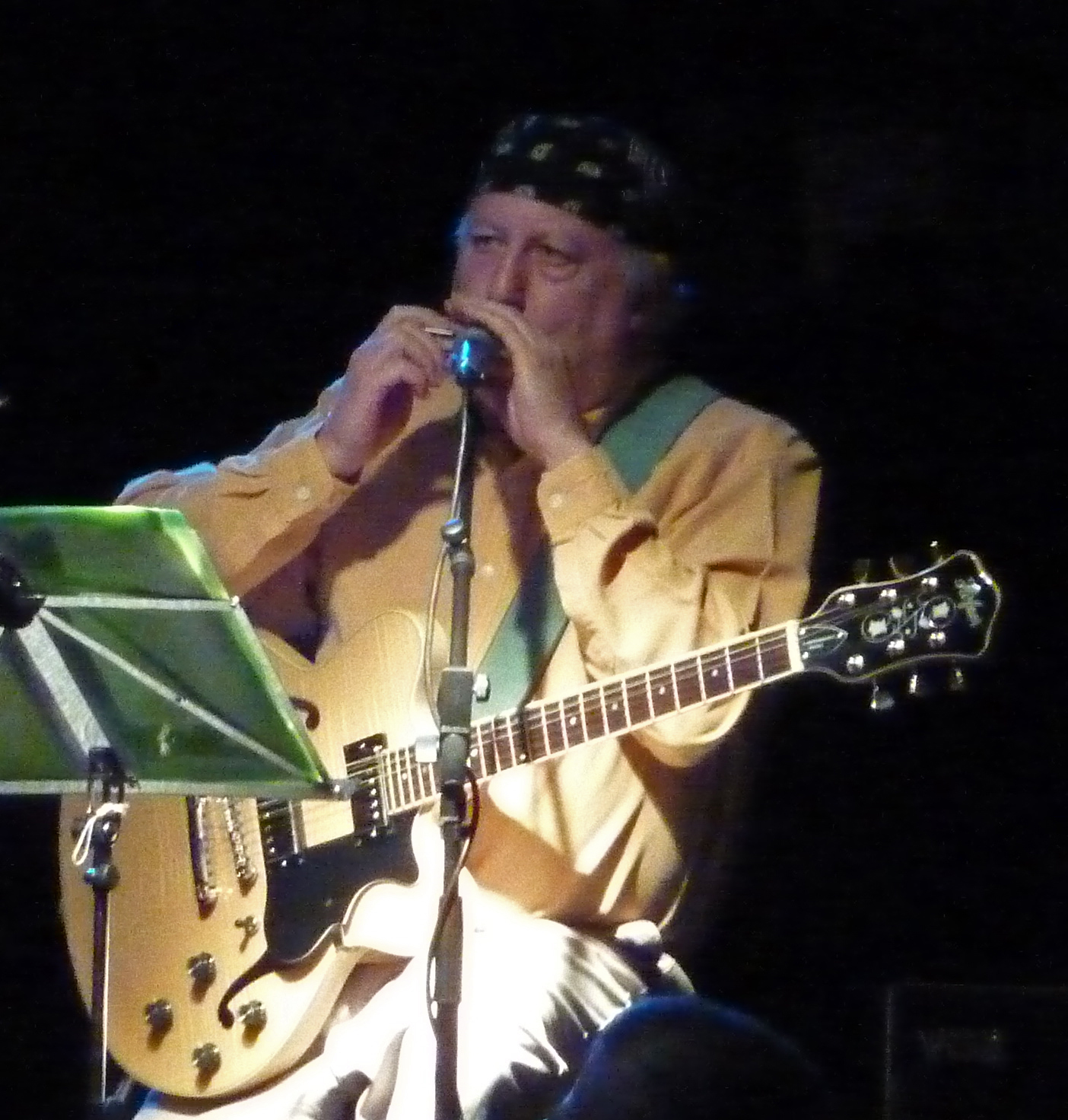
Peter Green; † 25. Juli

- 25. Juli: Peter Green, britischer Gitarrist und Sänger (73)
- 25. Juli: Manolo Juárez, argentinischer Komponist und Musikpädagoge (83)
- 25. Juli: Bernard Ładysz, polnischer Opernsänger und Schauspieler (98)
- 28. Juli: Bent Fabricius-Bjerre, dänischer Pianist und Komponist (95)
- 28. Juli: Bob Neloms, US-amerikanischer Jazzpianist (78)
- 29. Juli: Wolfgang Glüxam, österreichischer Cembalist und Organist (62)
- 29. Juli: Dave MacKay, US-amerikanischer Jazzpianist und Komponist (88)
- 29. Juli: Malik B., US-amerikanischer Rapper (47)
- 29. Juli: Helmut Rosenvald, estnischer Komponist (91)
- 31. Juli: Keith Johnson, US-amerikanischer Trompeter und Pianist (77)
- 31. Juli: Bill Mack, US-amerikanischer Country-Sänger (88)

### August
- 02. August: Leon Fleisher, US-amerikanischer Pianist und Dirigent (92)
- 02. August: Steve Holland, US-amerikanischer Gitarrist (66)
- 02. August: Larry Novak, US-amerikanischer Jazzpianist (87)
- 03. August: Billy Goldenberg, US-amerikanischer Komponist (84)
- 04. August: Jerome Kohl, US-amerikanischer Musikwissenschaftler (73)
- 05. August: Tony Camargo, mexikanischer Sänger (94)
- 05. August: Agathonas Iakovidis, griechischer Rembetikosänger (65)
- 05. August: Chip White, US-amerikanischer Jazz-Schlagzeuger (75)
- 07. August: Alan Peters, US-amerikanischer Bassist (55)
- 07. August: Mark Wirtz, französisch-US-amerikanischer Musiker (76)
- 08. August: Salome Bey, kanadische Sängerin und Schauspielerin (86)
- 08. August: Gottfried Rehm, deutscher Musik- und Heimatforscher (93)
- 09. August: Waldemar Bastos, angolanischer Sänger und Komponist (66)
- 09. August: Martin Birch, britischer Musikproduzent und Tontechniker (71)
- 09. August: Duane Tatro, US-amerikanischer Musiker und Komponist (97)
- 09. August: Klaas Wit, niederländischer Jazz- und Unterhaltungsmusiker (84)
- 10. August: Kurt Azesberger, österreichischer Opernsänger (60)
- 10. August: Joe Segal, US-amerikanischer Musikveranstalter (94)
- 11. August: Belle du Berry, französische Sängerin, Liedermacherin und Schauspielerin (54)

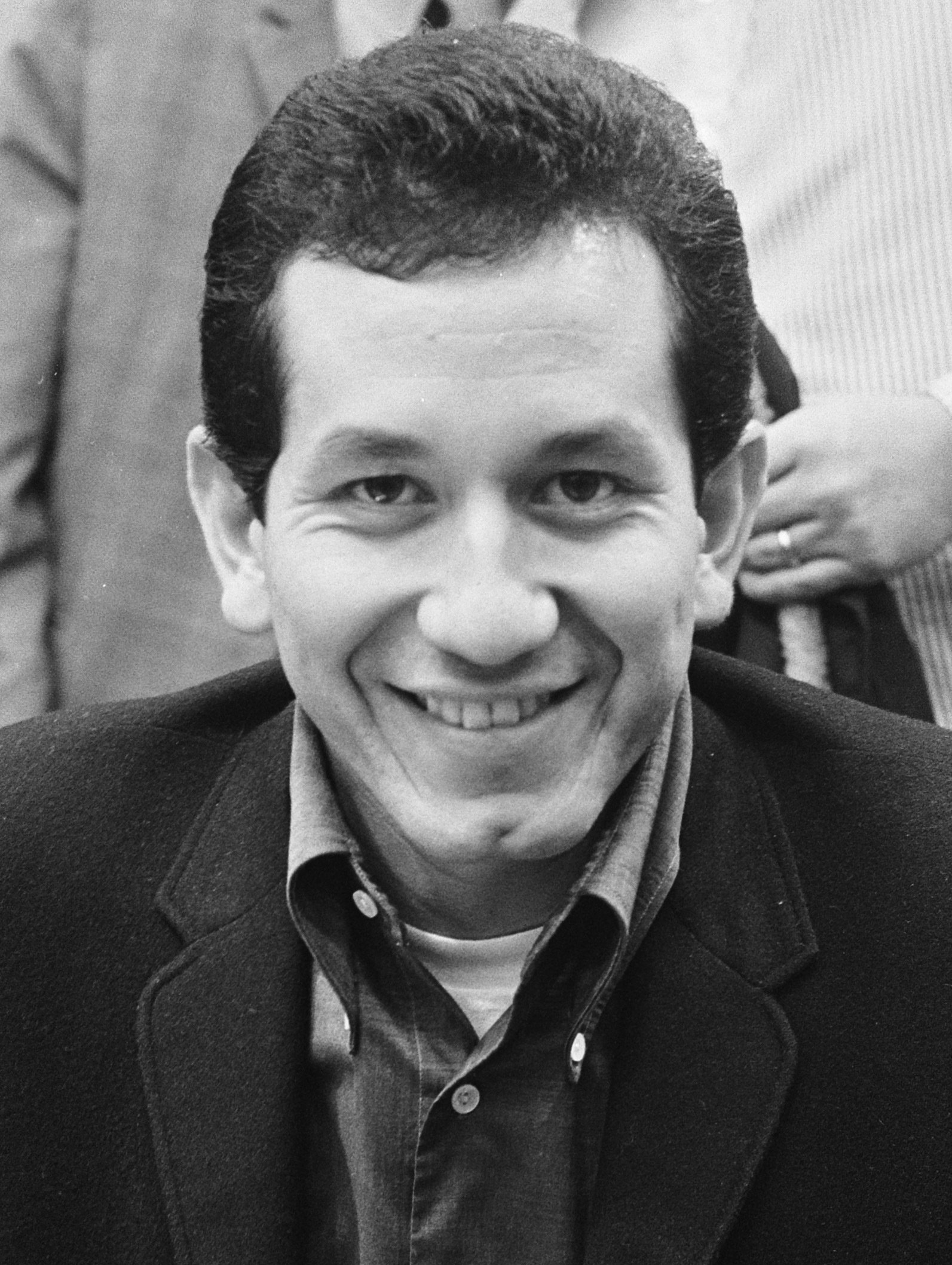
Trini Lopez; † 11. August

- 11. August: Trini Lopez, US-amerikanischer Popsänger (83)
- 12. August: Josef Bulva, luxemburgischer Pianist (77)
- 13. August: Steve Grossman, US-amerikanischer Jazzmusiker (69)
- 13. August: Willie Torres, puerto-ricanischer Sänger (90)

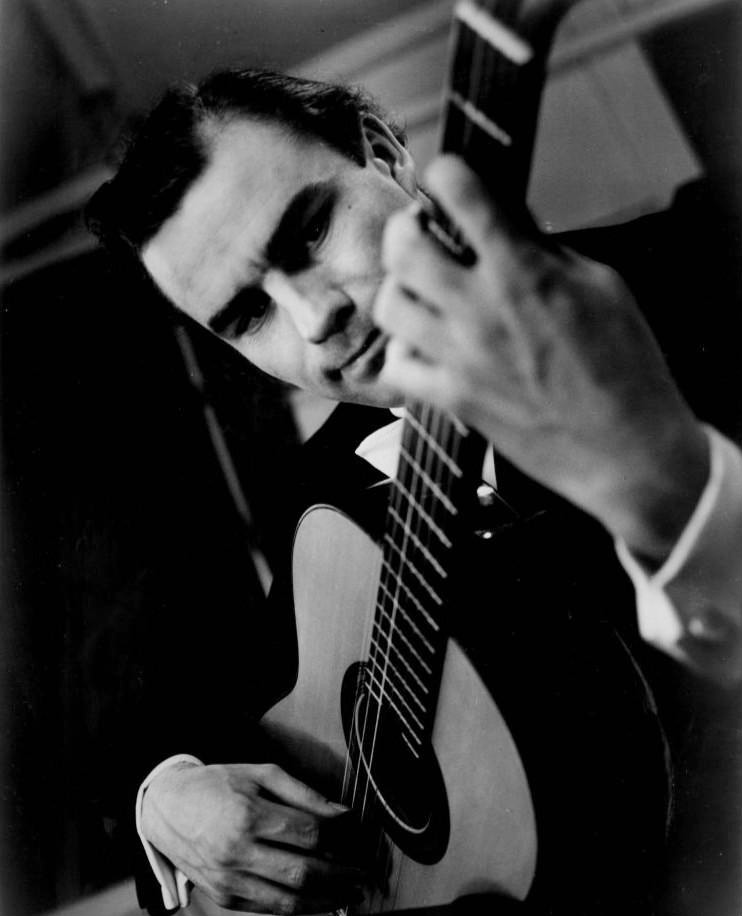
Julian Bream; † 14. August

- 14. August: Julian Bream, britischer Gitarrist und Lautenist (87)
- 14. August: Ewa Demarczyk, polnische Sängerin (79)
- 14. August: Pete Way, britischer Bassist (69)
- 17. August: Markus Fräger, deutscher Maler und Musiker (60)
- 17. August: Jasraj, indischer klassischer Sänger (90)
- 18. August: Hal Singer, US-amerikanischer Jazzsaxophonist (100)
- 19. August: Heinrich Poos, deutscher Komponist (91)
- 20. August: Frankie Banali, US-amerikanischer Schlagzeuger (68)
- 20. August: Justin Townes Earle, US-amerikanischer Singer-Songwriter (38)
- 20. August: Harry Jeske, deutscher Bassist (82)
- 20. August: Paul Kilburn, kanadischer Pianist, Komponist und Musikpädagoge (84)
- 22. August: Ulla Pia, dänische Schlagersängerin (75)
- 23. August: Peter King, britischer Jazzmusiker (80)
- 23. August: Charlie Persip, US-amerikanischer Jazzmusiker (91)
- 23. August: Giannis Poulopoulos, griechischer Sänger (79)
- 23. August: Tom Relleen, britischer Fusionmusiker (Bass, Komposition) (≈42)
- 24. August: Riley Gale, US-amerikanischer Rocksänger (34)
- 25. August: Cora Canne Meijer, niederländische Opernsängerin (91)
- 25. August: Itaru Oki, japanischer Trompeter und Kornettist (78)
- 26. August: Jüri Alperten, estnischer Dirigent (63)
- 26. August: Larry Bluth, US-amerikanischer Jazzpianist (79)
- 31. August: Mark Colby, US-amerikanischer Jazzmusiker (71)
- 31. August: John Meyer, australischer Rockgitarrist (67)

### September
- 01. September: Ian Mitchell, britischer Bassist (62)
- 02. September: Bernard Hebb, US-amerikanischer Gitarrist (79)
- 03. September: Bill Pursell, US-amerikanischer Pianist und Arrangeur (94)
- 04. September: Annie Cordy, belgische Schauspielerin und Sängerin (92)
- 04. September: Siggi Gerhard, deutscher Jazzmusiker (90)

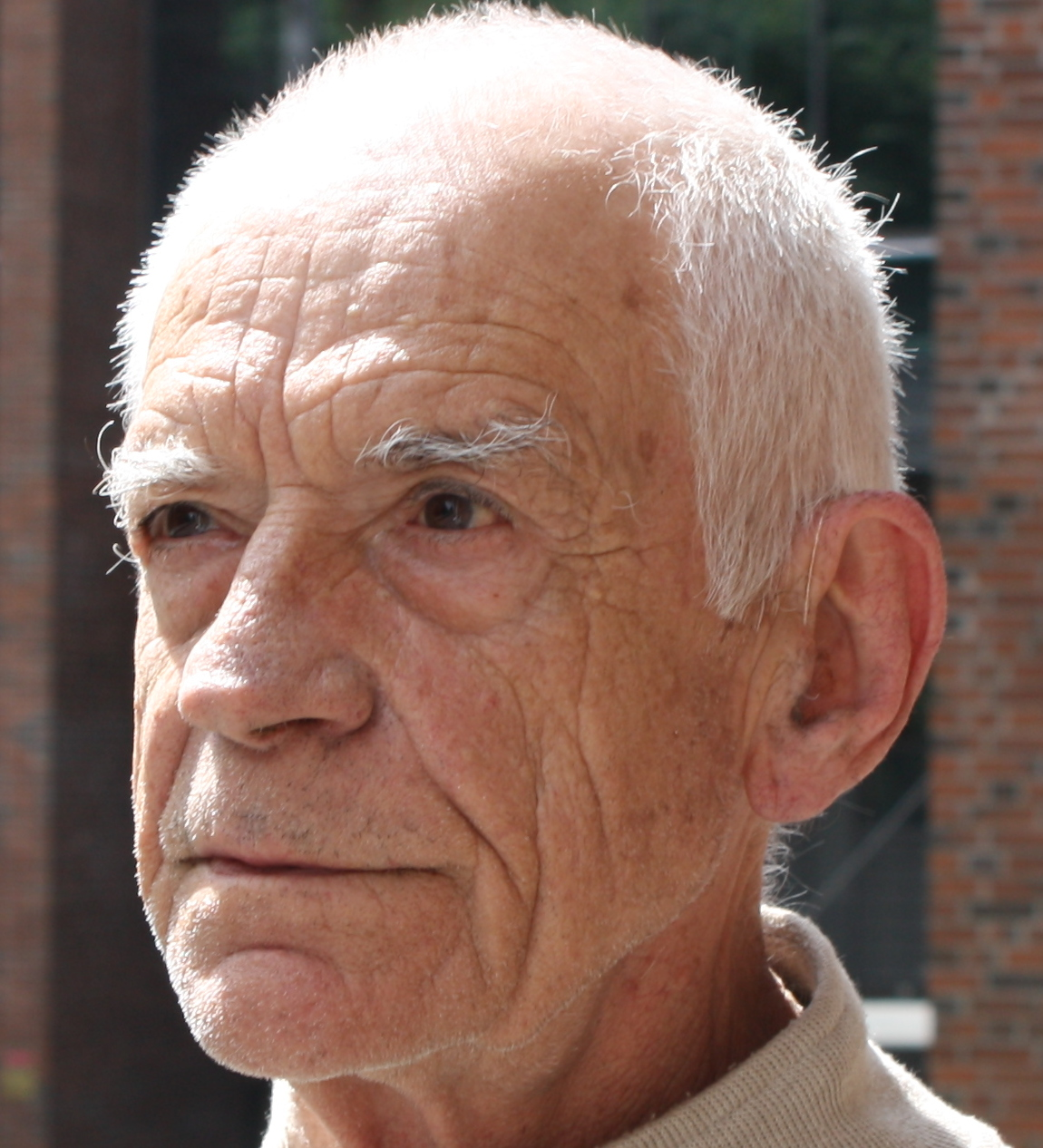
Gary Peacock; † 4. September

- 04. September: Gary Peacock, US-amerikanischer Jazz-Bassist (85)
- 04. September: Lucille Starr, kanadische Countrysängerin (82)
- 06. September: Christiane Eda-Pierre, französische Opernsängerin (88)
- 06. September: Anita Lindblom, schwedische Schauspielerin, Tänzerin und Sängerin (82)
- 06. September: Annette Otterstedt, deutsche Musikwissenschaftlerin und Gambistin (68)
- 06. September: Bruce Williamson, US-amerikanischer Sänger (49)
- 07. September: V. G. Karnad, indischer Bansurispieler (94)
- 08. September: Simeon Coxe, US-amerikanischer Sänger und Musiker (82)
- 08. September: Gerhard Seitz, deutscher Konzertmeister (97)
- 09. September: Ronald Bell, US-amerikanischer Funk- und Soul-Musiker (68)
- 09. September: Sid McCray, US-amerikanischer Sänger
- 10. September: Friedrich W. Riedel, deutscher Musikwissenschaftler (90)
- 11. September: Toots Hibbert, jamaikanischer Musiker (77)
- 11. September: Annette Jahns, deutsche Opernsängerin (62)
- 11. September: Reggie Johnson, US-amerikanischer Jazzbassist (79)
- 11. September: Christian Manen, französischer Komponist und Musikpädagoge (86)
- 11. September: Fernando Suárez Paz, argentinischer Tango- und Jazz-Violinist (79)
- 12. September: Hermi Ambros, deutsche Opernsängerin (93)
- 12. September: Sepp Neumayr, österreichischer Komponist (88)
- 12. September: Hugo Raithel, deutscher Komponist, Dirigent, Pianist (88)
- 13. September: Toni Belenguer, spanischer Jazzmusiker (42)
- 13. September: John Kerr, britischer Komponist und Musiker (71)
- 14. September: Al Kasha, US-amerikanischer Komponist und Songschreiber (83)
- 15. September: Wayne Grajeda, US-amerikanischer Musiker (74)
- 15. September: Jan Krenz, polnischer Dirigent und Komponist (94)
- 15. September: Paul Méfano, französischer Komponist (83)
- 16. September: Stanley Crouch, US-amerikanischer Jazzmusiker, Schriftsteller und Publizist (74)
- 16. September: Harold Lieberman, US-amerikanischer Trompeter und Hochschullehrer (89)
- 17. September: Fritz Hartschuh, deutscher Jazzmusiker und Industriemanager (90)
- 18. September: Pamela Hutchinson, US-amerikanische Sängerin (61)
- 18. September: Heiner Spicker, deutscher Gambist (89)
- 19. September: Lee Kerslake, britischer Schlagzeuger (73)
- 19. September: Dave Kusworth, britischer Musiker und Singer-Songwriter (60)
- 20. September: Martin Schubert, deutscher Komponist, Musiker, Audioproduzent und Sprecher (59)
- 21. September: Tommy DeVito, US-amerikanischer Sänger und Musiker (92)
- 21. September: Jacques-Louis Monod, US-amerikanischer Komponist, Dirigent und Musiktheoretiker (93)
- 21. September: Ira Sullivan, US-amerikanischer Jazzmusiker (89)

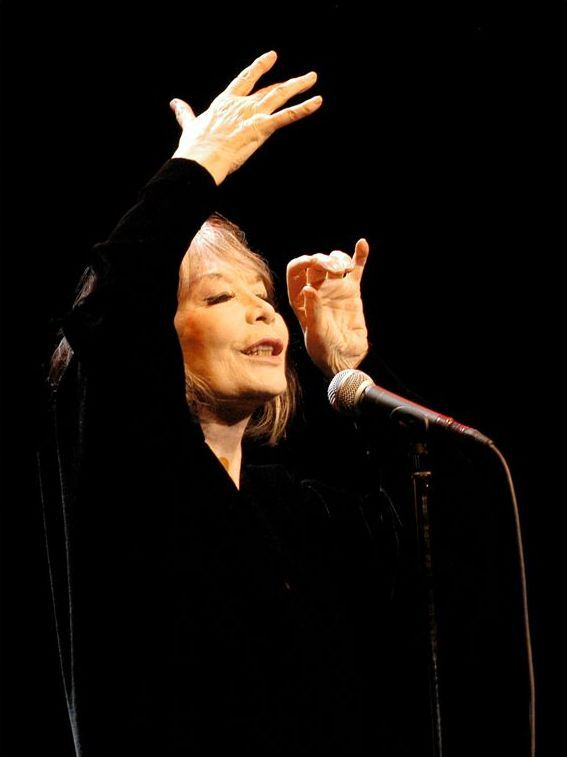
Juliette Gréco; † 23. September

- 23. September: Juliette Gréco, französische Chansonsängerin und Schauspielerin (93)
- 23. September: W. S. „Fluke“ Holland, US-amerikanischer Schlagzeuger (85)
- 23. September: Sidney „Guitar Crusher“ Selby, US-amerikanischer Bluesmusiker (89)
- 24. September: William E. McEuen, US-amerikanischer Filmproduzent und Musikproduzent (79)
- 24. September: Hans Salomon, österreichischer Jazzmusiker, Bandmanager und Komponist (87)
- 25. September: Joe Randazzo, US-amerikanischer Jazzmusiker (≈75)
- 25. September: Brent Young, US-amerikanischer Bassist (37)
- 26. September: Adele Stolte, deutsche Sopranistin (87)
- 26. September: Mark Stone, US-amerikanischer Bassist
- 26. September: Jimmy Winston, britischer Musiker und Schauspieler (75)
- 27. September: Steffen Mathes, deutscher Jazzmusiker (33)
- 28. September: Frédéric Devreese, belgischer Komponist und Dirigent (91)
- 28. September: Maynard Solomon, US-amerikanischer Musikproduzent und -wissenschaftler (90)
- 29. September: Mac Davis, US-amerikanischer Singer-Songwriter (78)
- 29. September: Bruno Majcherek, niederländischer Sänger, Klarinettist und Komponist (84)
- 29. September: Rocco Prestia, US-amerikanischer Musiker (69)
- 29. September: Helen Reddy, australisch-US-amerikanische Sängerin (78)
- 29. September: Isidora Žebeljan, serbische Komponistin (53)
- 30. September: Lucien Juanico, französischer Trompeter (97)
- 30. September: Jeanne Stark-Iochmans, belgische Pianistin (?)

### Oktober
- 01. Oktober: Hans-Wilhelm Vogt, deutscher Akkordeonist, Musikpädagoge und Komponist (88)
- 02. Oktober: Liselotte Schmidt, österreichische Sängerin und Schauspielerin (96)
- 03. Oktober: Jenne Meinema, niederländischer Jazzmusiker (89)
- 04. Oktober: Hans-Ulrich Henning, deutscher Chorleiter, Musikpädagoge und Sänger (70)
- 05. Oktober: Jacques Bekaert, belgischer Musiker, Journalist und Autor (80)

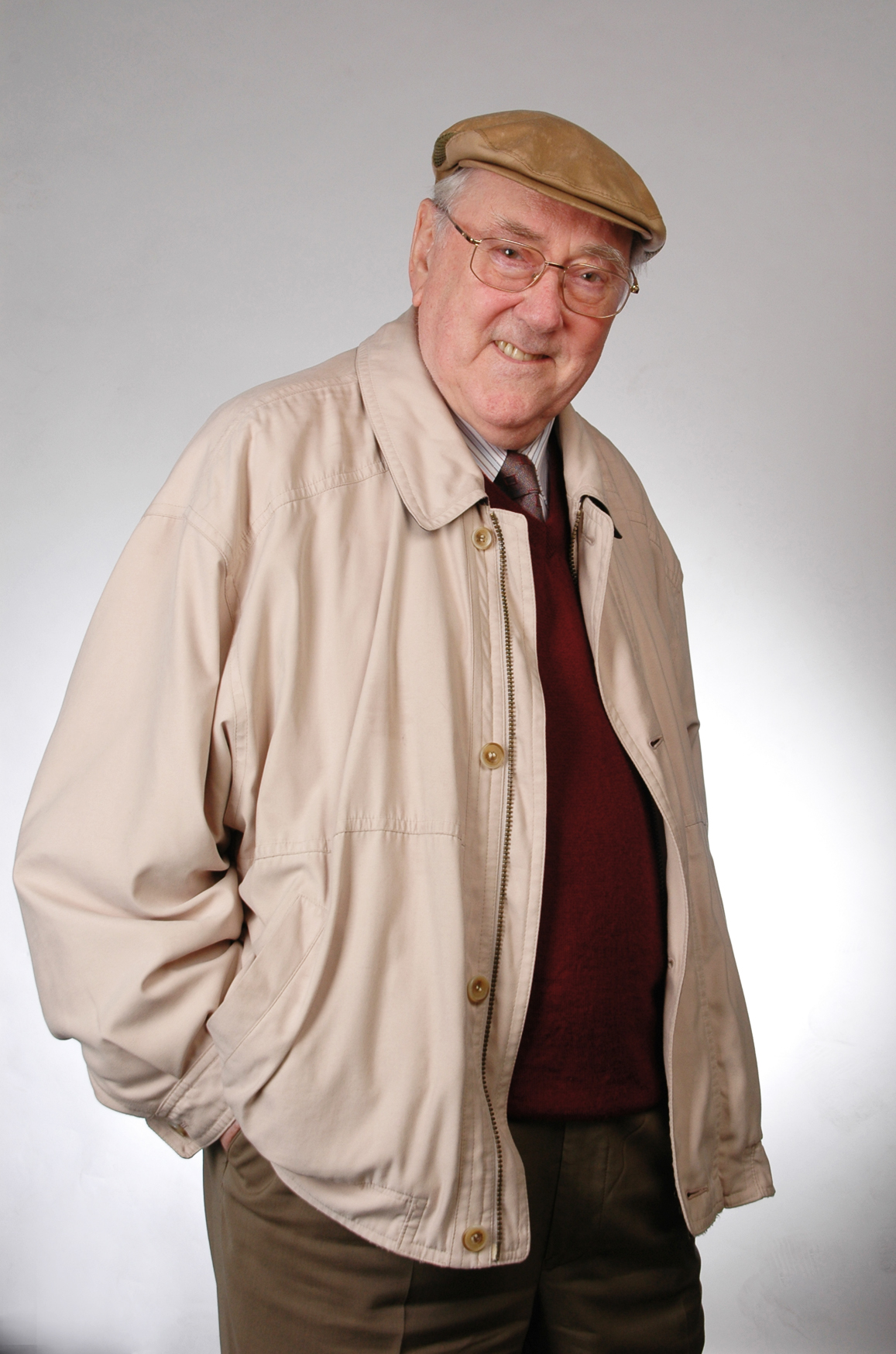
Karl-Heinz Drechsel; † 5. Oktober

- 05. Oktober: Karlheinz Drechsel, deutscher Musikjournalist und Jazzmusiker (89)
- 05. Oktober: Kieran Halpin, irischer Gitarrist und Songwriter (65)
- 06. Oktober: Bunny Lee, jamaikanischer Musiker (79)
- 06. Oktober: Johnny Nash, US-amerikanischer Musiker (80)
- 06. Oktober: Tommy Rall, US-amerikanischer Schauspieler, Tänzer und Sänger (90)

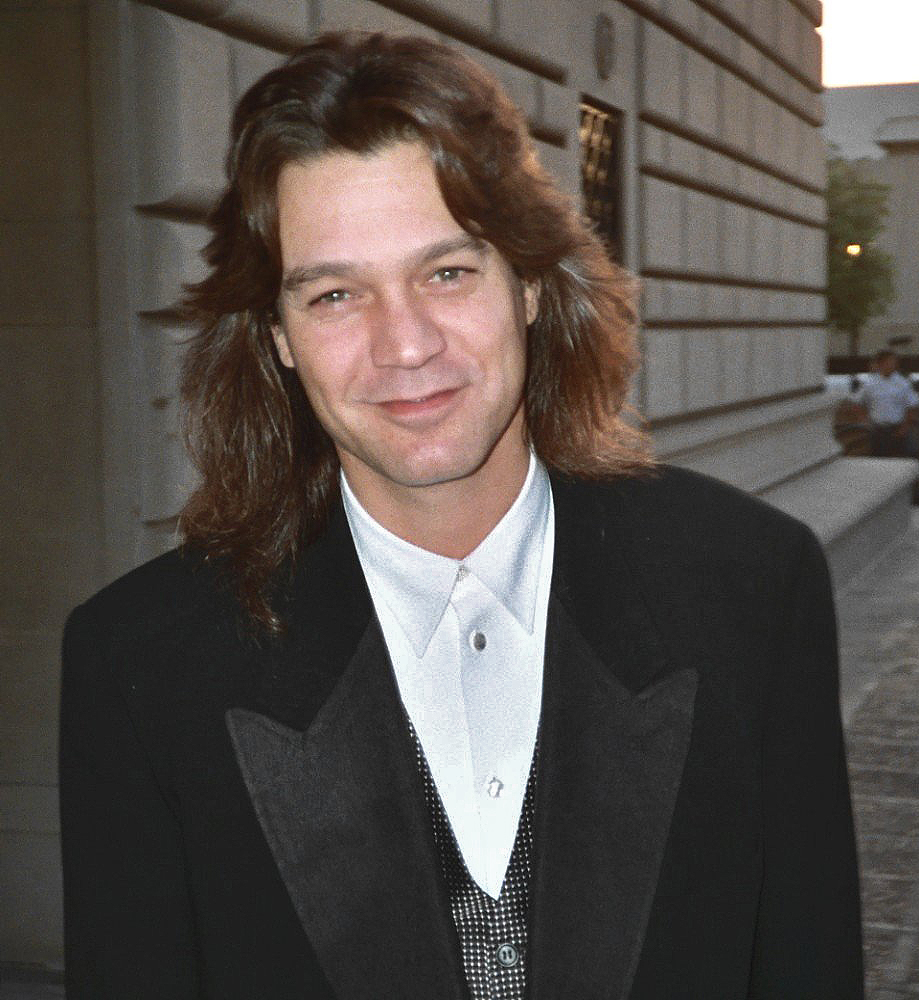
Eddie Van Halen; † 6. Oktober

- 06. Oktober: Eddie Van Halen, niederländisch-US-amerikanischer Rockmusiker (65)
- 06. Oktober: Tony Vos, niederländischer Jazzmusiker und Produzent (89)
- 07. Oktober: Alexander Alexejew, sowjetischer bzw. russischer Dirigent (82)
- 08. Oktober: Brian Locking, britischer Bassgitarrist (81)
- 08. Oktober: Mohammad-Resa Schadscharian, iranischer Sänger (80)
- 08. Oktober: Erin Wall, kanadische Sopranistin (44)
- 09. Oktober: Pierre Kezdy, US-amerikanischer Bassist (58)
- 09. Oktober: Ace Tesone, US-amerikanischer Jazzmusiker (90)
- 11. Oktober: Gilles Baillargeon, kanadischer Geiger und Musikpädagoge (92)
- 11. Oktober: Harold Betters, US-amerikanischer Jazzposaunist (92)
- 11. Oktober: Bora Drljača, jugoslawischer bzw. serbischer Folk-Sänger (79)
- 11. Oktober: Emmy Lisken, deutsche Opern-, Konzert- und Oratoriensängerin (97)
- 12. Oktober: Jon Gibson, US-amerikanischer Musiker (80)
- 13. Oktober: Karl Schütz, österreichischer Musikpädagoge und Orgelforscher (84)
- 14. Oktober: Herbert Kretzmer, südafrikanischer Liedtexter und Songwriter (95)
- 14. Oktober: Paul Matters, australischer Bassist
- 16. Oktober: José Alvarez-Brill, deutscher Musiker, Komponist und Produzent (57)
- 16. Oktober: Gordon Haskell, britischer Musiker (74)
- 16. Oktober: Daniela Krhutová, tschechische Schauspielerin und Sängerin (47)
- 16. Oktober: Michel Rateau, französischer Komponist (82)
- 17. Oktober: Toshinori Kondō, japanischer Jazztrompeter (71)
- 17. Oktober: Juliusz Łuciuk, polnischer Komponist (93)
- 18. Oktober: José Padilla, spanischer Diskjockey und Musikproduzent (64)
- 18. Oktober: Colin Wilkie, britischer Singer-Songwriter (86)
- 19. Oktober: Overton Berry, US-amerikanischer Pianist (84)

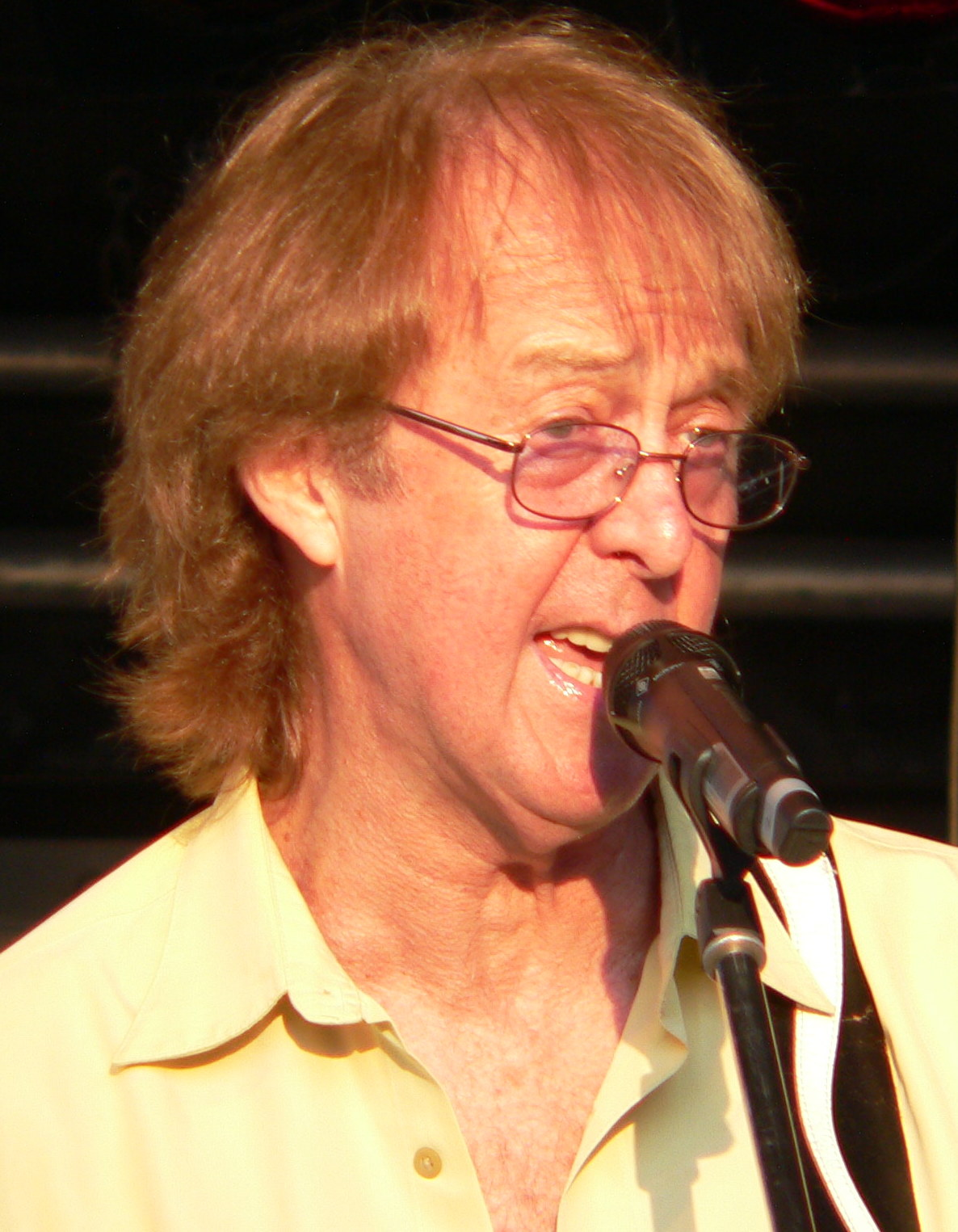
Spencer Davis; † 19. Oktober

- 19. Oktober: Spencer Davis, britischer Rockmusiker (81)
- 19. Oktober: Mike Le Mare, US-amerikanischer Tontechniker (81)
- 19. Oktober: Tony Lewis, britischer Popsänger (62)
- 19. Oktober: Ingo Schmitt, deutscher Komponist (86)
- 21. Oktober: Marge Champion, US-amerikanische Tänzerin, Schauspielerin und Choreografin (101)
- 21. Oktober: Friedrich Krell, deutscher Chorleiter (92)
- 21. Oktober: Nadi Qamar, US-amerikanischer Jazzpianist und Musikwissenschaftler (103)
- 21. Oktober: Viola Smith, US-amerikanische Schlagzeugerin (107)
- 23. Oktober: Jerry Jeff Walker, US-amerikanischer Musiker (78)
- 25. Oktober: Jan Boerman, niederländischer Pianist und Komponist (97)
- 25. Oktober: Rosanna Carteri, italienische Sopranistin (89)
- 25. Oktober: Peter Fanger, deutscher Dirigent (74)
- 26. Oktober: Stan Kesler, US-amerikanischer Musiker (92)
- 26. Oktober: Christoph Richter, deutscher Musikwissenschaftler und Musikpädagoge (88)
- 28. Oktober: Fridolin Dallinger, österreichischer Komponist und Musikpädagoge (87)
- 28. Oktober: Billy Joe Shaver, US-amerikanischer Sänger und Songwriter (81)
- 28. Oktober: Ingeborg Stein, deutsche Musikwissenschaftlerin, Museologin und Schriftstellerin (86)
- 29. Oktober: Enzo Porta, italienischer Geiger, Musikpädagoge und -wissenschaftler (≈89)
- 29. Oktober: Béla Síki, ungarischer Pianist (97)
- 29. Oktober: Alexander Wedernikow, russischer Dirigent (56)
- 30. Oktober: Wolfgang Kaiser, deutscher klassischer Pianist (91)
- 31. Oktober: Daniel Dumile, US-amerikanischer Hip-Hop-Künstler (49)
- 31. Oktober: Marc Fosset, französischer Jazzgitarrist (71)

### November
- 01. November: Gerry Hayes, deutsch-US-amerikanischer Jazzmusiker (86)
- 01. November: Pedro Iturralde, spanischer Saxophonist, Komponist und Musikpädagoge (91)
- 01. November: Eva Zikmundová, tschechoslowakische Opernsängerin (88)
- 03. November: Christoph Hellmundt, deutscher Musikwissenschaftler (82)
- 03. November: Ulrich Kraus, deutscher Tonmeister und Hochschulprofessor (79)
- 03. November: Faustas Latėnas, litauischer Komponist und Politiker (64)
- 04. November: Ken Hensley, britischer Musiker (75)
- 04. November: Paul McIntyre, kanadischer Komponist, Pianist, Dirigent und Musikpädagoge (89)
- 05. November: Len Barry, US-amerikanischer Popsänger (78)
- 05. November: Hermann Fischer, deutscher Orgelforscher (92)
- 05. November: Helmut Fleinghaus, deutscher Kirchenmusiker und Musikwissenschaftler (62)
- 05. November: Reynaert, belgischer Sänger und Songschreiber (65)
- 05. November: Ossi Runne, finnischer Komponist, Dirigent und Trompeter (93)
- 06. November: Stefano D’Orazio, italienischer Musiker (72)
- 06. November: Octavian Nemescu, rumänischer Komponist (80)
- 06. November: Timur Selçuk, türkischer Pianist, Komponist, und Dirigent (74)
- 06. November: King Von, US-amerikanischer Rapper (26)
- 07. November: Cándido Camero, kubanisch-US-amerikanischer Perkussionist (99)
- 08. November: Oscar Benton, niederländischer Sänger (71)
- 09. November: Fred Ape, deutscher Sänger (67)
- 09. November: Meri Simchowna Lebenson, sowjetische und russische Pianistin (89)
- 09. November: Dave Zoller, US-amerikanischer Jazzmusiker (≈79)
- 10. November: Norbert Linke, deutscher Komponist und Musikwissenschaftler (87)
- 11. November: Andrew White, US-amerikanischer Jazzmusiker und Musikwissenschaftler (78)
- 13. November: Vicky Down, belgischer Jazz- und Unterhaltungsmusiker (≈94)
- 13. November: Konrad Hünteler, deutscher Musiker (73)
- 13. November: Jan Konopásek, tschechisch-amerikanischer Jazzmusiker (88)
- 13. November: Krunoslav Slabinac, jugoslawischer bzw. kroatischer Sänger (76)
- 13. November: Doug Supernaw, US-amerikanischer Country-Sänger (60)
- 14. November: Anton Hocker, österreichischer Orgelbauer (91)
- 14. November: Rende Rae Norman, US-amerikanische Schauspielerin und Musicaldarstellerin (62)
- 14. November: Des O’Connor, britischer Entertainer und Sänger (88)
- 14. November: Eugenia Ratti, italienische Sopranistin (87)
- 14. November: Ernst Thoma, Schweizer Künstler und Komponist (67)
- 15. November: Paul Fields, österreichischer Komponist, Arrangeur und Jazzmusiker (77)
- 15. November: Iván Vándor, italienischer Musikethnologe und Komponist (88)
- 16. November: Bruce Swedien, US-amerikanischer Toningenieur (86)
- 17. November: Gabriel Chmura, polnisch-israelischer Dirigent (74)
- 17. November: Roland Hermann, deutscher Opernsänger und Hochschullehrer (84)
- 18. November: László Benkő, ungarischer Musiker (77)
- 18. November: Dominic Grant, britischer Popsänger (71)
- 20. November: Zusaan Kali Fasteau, US-amerikanische Saxophonistin und Musikwissenschaftlerin (73)
- 20. November: Wilhelm Seidel, deutscher Musikhistoriker (85)
- 21. November: Christian Azzi, französischer Jazzmusiker (93)
- 21. November: Hartmut Kühne, deutscher Organist, Chorleiter und Karl-May-Forscher (85)
- 21. November: Tamás Mihály, ungarischer Bassist (73)
- 22. November: Gary Wiggins, US-amerikanischer Jazz- und Bluesmusiker (68)
- 23. November: Hugh Beresford, britischer Opernsänger (94)

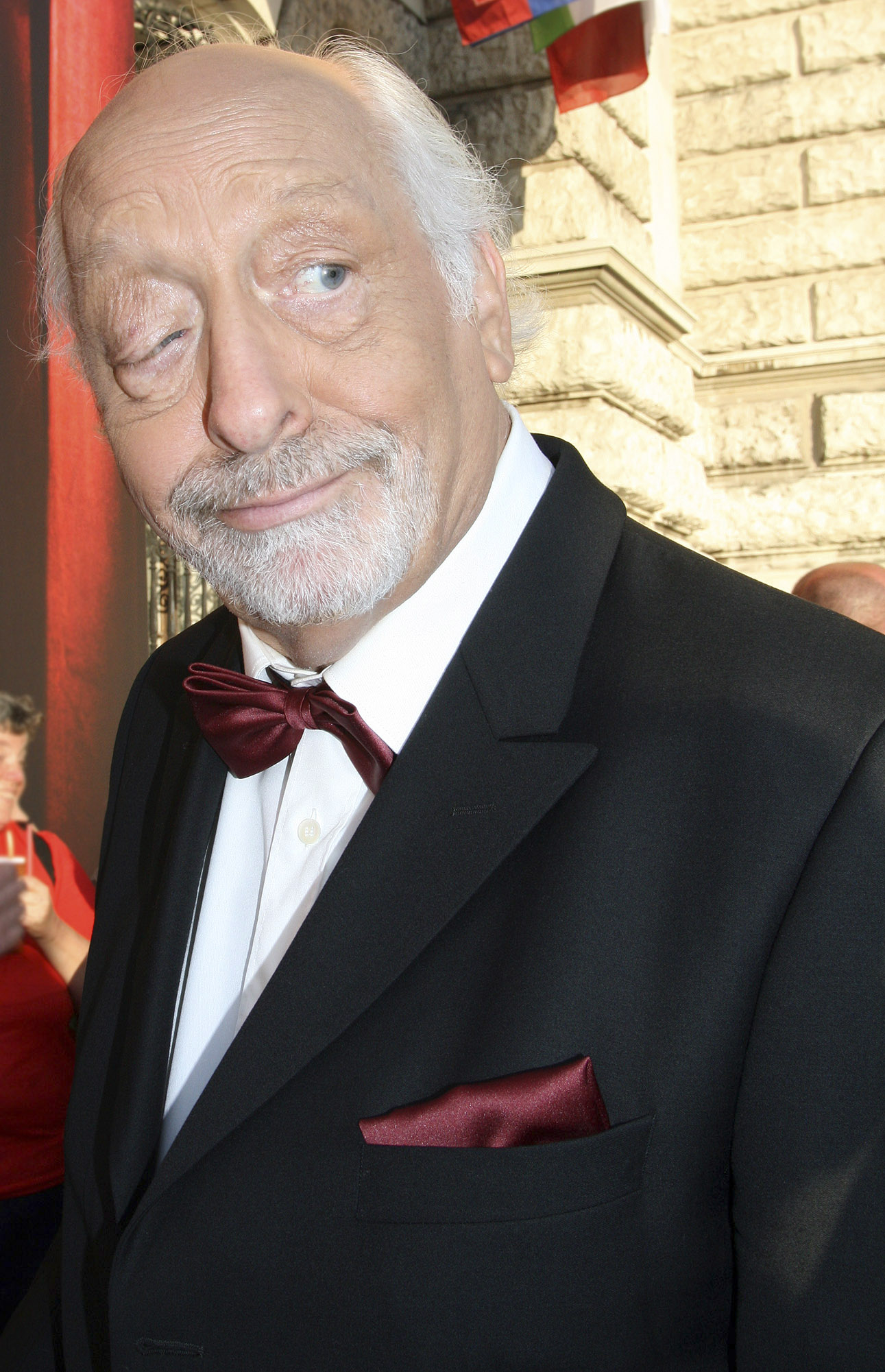
Karl Dall; † 23. November

- 23. November: Karl Dall, deutscher Fernsehmoderator, Sänger, Schauspieler und Komiker (79)
- 23. November: Hal Ketchum, US-amerikanischer Country-Sänger (67)
- 25. November: Flor Silvestre, mexikanische Sängerin und Schauspielerin (90)
- 25. November: Camilla Wicks, US-amerikanisch-norwegische Geigerin und Musikpädagogin (92)
- 26. November: Allan Botschinsky, dänischer Jazztrompeter, Arrangeur und Produzent (80)
- 26. November: Christopher Cherney, US-amerikanischer Pianist, Komponist und Arrangeur (67)
- 26. November: Cecilia Fusco, italienische Opernsängerin (87)
- 26. November: Günther Hoff, deutscher Kirchenmusikdirektor und Chorleiter (92)
- 26. November: Kamen Tschanew, bulgarischer Opernsänger (56)
- 27. November: Werner Schmidt, deutscher Jazzmusiker (88)
- 28. November: Othella Dallas, US-amerikanische Tänzerin und Jazzsängerin (95)
- 28. November: Friedrich Radermacher, deutscher Komponist (96)
- 29. November: Wayne Cogswell, US-amerikanischer Musiker (83)
- 30. November: Hella Brock, deutsche Musikwissenschaftlerin (101)
- 30. November: Wolfgang Neininger, Schweizer Violinist, Pianist, Komponist und Dirigent (94)
- 30. November: Anne Sylvestre, französische Chansonsängerin (86)
- 00. November: Tom Albach, US-amerikanischer Musikproduzent (≈95)

### Dezember
- 02. Dezember: Leopold Spitzer, österreichischer Gesangspädagoge (78)
- 03. Dezember: Noah Creshevsky, US-amerikanischer Komponist und Musikpädagoge (75)
- 03. Dezember: André Gagnon, kanadischer Komponist (84)
- 03. Dezember: Hans Maitner, österreichischer Musikförderer, Bluesproduzent und Hörfunk-Moderator (78)
- 03. Dezember: Ron Mathewson, britischer Jazzmusiker (76)
- 04. Dezember: Alain Bernaud, französischer Komponist (88)
- 04. Dezember: Jürgen Draeger, deutscher Schauspieler, Sänger und Maler (80)
- 04. Dezember: Bassam Saba, libanesischer Komponist, Dirigent und Multiinstrumentalist (62)
- 04. Dezember: Ed Xiques, US-amerikanischer Jazzmusiker (81)
- 05. Dezember: Tadej Hrušovar, jugoslawischer Musiker (73)
- 05. Dezember: Fritz Mayr, deutscher Musiker (80)

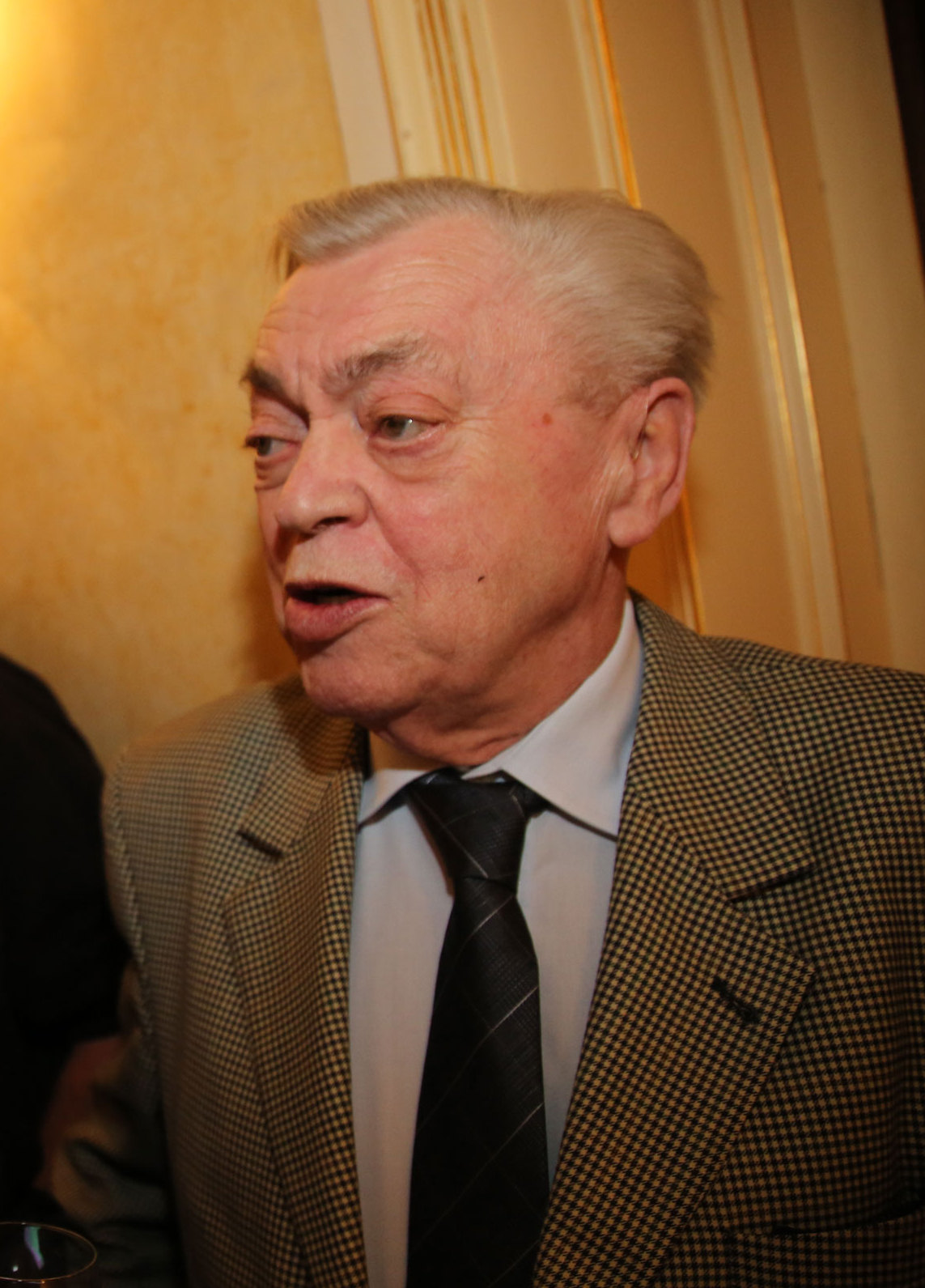
Klaus Ofczarek; † 6. Dezember

- 06. Dezember: Klaus Ofczarek, österreichischer Schauspieler und Opernsänger (81)
- 06. Dezember: Halyna Polywanowa, sowjetische bzw. ukrainische Sopranistin und Musikpädagogin (91)
- 06. Dezember: Džej Ramadanovski, jugoslawischer bzw. serbischer Sänger (56)
- 07. Dezember: Péter Bartók, US-amerikanischer Pianist und Toningenieur (96)
- 07. Dezember: Erich Hiltl, deutscher Chorleiter und Dirigent (88)
- 07. Dezember: Vadim Petrov, tschechischer Komponist (88)
- 07. Dezember: Howard Wales, US-amerikanischer Keyboarder (77)
- 08. Dezember: Harold Budd, US-amerikanischer Pianist, Komponist und Dichter (84)
- 10. Dezember: Lothar Nakat, deutscher Jazz- und Unterhaltungsmusiker (Altsaxophon, Klarinette, Komposition) (95)
- 10. Dezember: Anton Ruppert, deutscher Komponist (84)
- 11. Dezember: Sandro Brugnolini, italienischer Jazzmusiker und Filmkomponist (89)

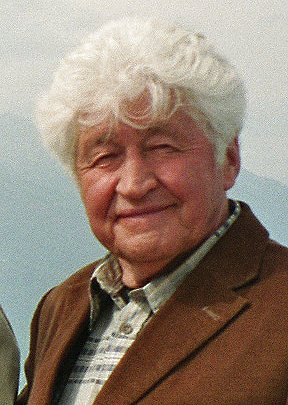
Gotthilf Fischer; † 11. Dezember

- 11. Dezember: Gotthilf Fischer, deutscher Chorleiter (92)
- 11. Dezember: Klaus Schilde, deutscher Pianist und Hochschullehrer (94)
- 11. Dezember: Ubirany, brasilianischer Musiker (80)
- 12. Dezember: Damir Kukuruzović, kroatischer Jazzgitarrist (45)
- 12. Dezember: Charley Pride, US-amerikanischer Country-Musiker (86)
- 12. Dezember: Ann Reinking, US-amerikanische Schauspielerin, Tänzerin und Choreografin (71)
- 12. Dezember: Gene Tyranny, US-amerikanischer Komponist und Pianist (75)
- 13. Dezember: Leonard Mróz, polnischer Opernsänger (73)
- 15. Dezember: John Aldred, britischer Tontechniker (99)
- 16. Dezember: Jeff Clayton, US-amerikanischer Jazzmusiker (65)
- 16. Dezember: Albert Griffiths, jamaikanischer Reggaemusiker (74)
- 16. Dezember: Carl Mann, US-amerikanischer Rockabilly-Sänger und Pianist (78)
- 17. Dezember: Stanley Cowell, US-amerikanischer Jazzmusiker (79)
- 17. Dezember: Diane Moser, US-amerikanische Jazzpianistin (63)
- 19. Dezember: Vinicio Franco, dominikanischer Sänger (87)
- 19. Dezember: Mike Schafmeier, deutscher Schlagzeuger (71)
- 20. Dezember: Enrique Crespo, uruguayischer Posaunist (79)
- 20. Dezember: Svatopluk Karásek, tschechischer Pfarrer, Liedermacher und Politiker (78)
- 20. Dezember: Chad Stuart, britischer Musiker (79)
- 20. Dezember: Fanny Waterman, britische Pianistin (100)
- 21. Dezember: Rich McLoughlin, US-amerikanischer Bassist und Gitarrist (51)
- 21. Dezember: K. T. Oslin, US-amerikanische Country-Sängerin und Songschreiberin (78)
- 22. Dezember: Roman Berger, slowakischer Komponist, Musikpädagoge und -wissenschaftler (90)
- 22. Dezember: Eugen Hahn, deutscher Musiker (79)
- 22. Dezember: Carol Ann Leigh, US-amerikanische Blues- und Jazzsängerin (86)
- 22. Dezember: Ernst Schütz, österreichischer Opern-, Operettensänger und Schauspieler (85)
- 23. Dezember: John „Ecstasy“ Fletcher, US-amerikanischer Rapper (56)
- 23. Dezember: Rei Nakanishi, japanischer Erzähler und Liedtexter (82)
- 23. Dezember: Leslie West, US-amerikanischer Musiker (75)
- 23. Dezember: Rika Zaraï, französisch-israelische Sängerin (82)
- 24. Dezember: Ivry Gitlis, israelisch-französischer Violinist (98)
- 24. Dezember: Jerzy Husar, polnischer Komponist und Pianist (77)
- 24. Dezember: Mojmir Sepe, jugoslawischer Komponist (90)
- 24. Dezember: Geoff Stephens, britischer Komponist und Songwriter (86)
- 25. Dezember: Engin Nurşani, deutsch-türkischer Sänger (36)
- 25. Dezember: Jaan Rääts, sowjetischer bzw. estnischer Komponist (88)
- 25. Dezember: Tony Rice, US-amerikanischer Bluegrass-Musiker (69)
- 25. Dezember: Fritz Voegelin, Schweizer Komponist und Dirigent (77)
- 26. Dezember: Tito Rojas, puerto-ricanischer Salsa-Sänger (65)
- 27. Dezember: Mustafa Kandıralı, türkischer Klarinettist (90)
- 27. Dezember: Heinz Maria Lins, deutscher Opernsänger (104)
- 28. Dezember: Paul-Heinz Dittrich, deutscher Komponist (90)
- 28. Dezember: Fou Ts’ong, chinesisch-britischer Pianist (86)
- 28. Dezember: Günter Katzenberger, deutscher Musikwissenschaftler und Hochschullehrer (83)
- 28. Dezember: Werner Keller, Schweizer Klarinettist und Unternehmer (86)
- 28. Dezember: Armando Manzanero, mexikanischer Komponist und Sänger (85)
- 28. Dezember: Jeff Turner, australisch-schweizerischer Countrymusiker (80)
- 29. Dezember: Claude Bolling, französischer Jazz-Pianist und Filmkomponist (90)
- 29. Dezember: Alexi Laiho, finnischer Musiker (41)
- 29. Dezember: Phyllis McGuire, US-amerikanische Sängerin (89)
- 30. Dezember: Oswald Gilles, deutscher Dirigent und Komponist (94)
- 30. Dezember: Frank Kimbrough, US-amerikanischer Jazzpianist (64)
- 30. Dezember: Eugene Wright, US-amerikanischer Kontrabassist (97)
- 00. Dezember: Shabba Doo, US-amerikanischer Tänzer und Schauspieler (65)

### Genaues Todesdatum unbekannt
- Rinat Ibragimow, russischer Kontrabassist, Dirigent und Musikpädagoge
- Erick Morillo, US-amerikanischer Musikproduzent und DJ
- Herbert Schier, deutscher Komponist, Musikredakteur und Produktionsleiter

### Gestorben um 2020
- Max Roth, deutscher Musiker, Kapellmeister und Komponist (* 1934)